# История Франции (1789—1914)
История Франции в долгом XIX веке охватывает период с 1789 года  по 1914 год и включает исторические события начиная с Великой французской революции и вплоть до начала Первой мировой войны, а именно:
- Великая французская революция (1789—1799);
- Первая французская республика (1792—1804);
- Первая Французская империя при Наполеоне (1804—1814);
- Реставрация Бурбонов при Людовике XVIII и Карле X (1814—1830);
- Июльская монархия при Луи-Филиппе I (1830—1848);
- Вторая республика (1848—1852);
- Вторая империя при Наполеоне III (1852—1871);
- Первые десятилетия существования Третьей республики (1871—1914).

## Общая информация

### География
В годы Великой французской революции границы территории французского государства почти достигли размеров современной Франции. Процесс территориального расширения был завершён позже в XIX веке после присоединения Савойского герцогства и графства Ниццы (первоначально, в эпоху Первой империи, а затем окончательно, в 1860 году), а также некоторых небольших папских областей (к примеру, Авиньона) и зарубежных владений. Конечно, территория Франции была существенно расширена в ходе военных кампаний Наполеона I, но по итогам Венского конгресса границы европейских государств были снова восстановлены. Франция, после своего поражения во Франко-прусской войне 1870 года, уступила Германии свою провинцию Эльзас и часть провинции Лотарингия (см. Эльзас-Лотарингия); эти утраченные регионы вернутся в состав Франции только по завершении Первой мировой войны.
В 1830 году Франция вторглась в Алжир и уже в 1848 году эта североафриканская страна была полностью присоединена к Франции, получив статус департамента. В конце XIX столетия Франция вступила в эпоху колониального империализма — включив в свой состав Французский Индокитай (территория современных государств Камбоджа, Вьетнам и Лаос) и африканские колонии (колониальный раздел Африки принёс Франции почти всю северо-западную и центральную часть африканского континента) — в результате чего Франция стала прямым соперником Великобритании.

### Демографические показатели
В промежутке между 1795 и 1866 годами материковая Франция (то есть, без учета её заморских владений и колоний) занимала второе место среди европейских стран по численности своего населения, уступая лишь России, и четвертое место в мире (уступая Китаю, Индии и России); между 1866 и 1911 годами материковая Франция по численности населения стала третьей страной в Европе, уступая России и Германии. В отличие от прочих европейских стран Франция не испытала бурного роста численности населения в период с середины XIX века до первой половины XX века. Численность населения Франции в 1789 году оценивается приблизительно в 28 миллионов жителей; к 1850 году численность населения составила 36 миллионов, а в 1880 году – примерно 39 миллионов человек.
До 1850 года прирост населения наблюдался главным образом в сельской местности страны, однако в эпоху Второй империи начался период массовой урбанизации. Эпоха индустриализации наступила во Франции несколько позднее, чем, к примеру, в Англии. Наполеоновские войны послужили препятствием к раннему развитию индустриализации, и экономика Франции в 1830-х годах (неразвитая чёрная металлургия, слаборазвитые угольные месторождения, огромная численность сельского населения) не имела возможности обеспечить развитие какой-либо промышленности. 
Железнодорожный транспорт во Франции появился только в 1830-х годах, а его реальное развитие началось в 1840-х годах. После революции 1848 года нарождающийся рабочий класс стал активно участвовать в политике, однако их надежды не были оправданы экономической политикой периода Второй империи. Ситуация усугубилась вследствие потери регионов Эльзаса и Лотарингии, игравших важную роль в угольной отрасли, производстве стекла и стали. Доля промышленных рабочих возросла с 23% в 1870 году до 39% в 1914 году. И тем не менее, к началу 1900-х годов Франция оставалась преимущественно аграрной страной, в которой к 1914 году 40% населения были сельскими жителями.
В XIX веке Франция активно принимала эмигрантов и политических беженцев из Восточной Европы (Германия, Польша, Венгрия, Россия, ашкеназы), а также из стран средиземноморья (Италия, сефарды из Испании и мизрахи из Северной Африки).
После утраты провинций Эльзас и Лотарингия 5000 французов, жителей этих регионов, в 1870—1880-х годах эмигрировали в Алжир, наряду с другими европейцами (Испания, Мальта), искавшими лучшей жизни. В 1889 году европейцам не французского происхождения, жившим в Алжире, было жаловано французское гражданство (при этом арабы добились политических прав только в 1947 году).
Отсутствие существенного роста численности населения Франции в этот период также объясняется массовой гибелью французов в Первой мировой войне; по приблизительной оценке погибло 1,4 миллиона французов, включая гражданских лиц (см. Потери в Первой мировой войне) (что составляло около 10% взрослого мужского населения) и в четыре раза больше было ранено.

### Язык
Французское государство, с лингвистической точки зрения, являлось «лоскутным одеялом». В 1792 году, предположительно, половина населения Франции не говорила на французском языке. Южная половина страны по-прежнему говорила на одном из диалектов окситанского языка (а именно, провансальском), остальные жители говорили на бретонском, каталанском, баскском, фламандском (западнофламандская группа диалектов), франкопровансальском, эльзасском и корсиканском языках. На севере Франции в сельской местности продолжали использовать региональные диалекты разных языков ойль. И только к концу XIX века Франция стала страной с единым языком, главным образом благодаря политике Жюля Ферри в области образования в эпоху Третьей республики. Если в 1870 году безграмотного населения среди крестьян было 33%, то к 1914 году почти все французы могли читать и понимать официальный язык, при этом 50% жителей продолжали использовать региональные языки (в современной Франции только 10% жителей всё еще используют какой-либо региональный язык).

### Самобытность
Благодаря военной, социальной и образовательной политике, проводимой в период Третьей республики, к 1914 году французский народ превратился (по выражению историка Юджина Вебера) из «провинциальных крестьян во французскую нацию». (Weber, E., 1979)  К 1914 году большинство французов читали на французском, а региональные языки настойчиво подавлялись; роль католической церкви в общественной жизни радикально изменилась; активно прививалось осознание и гордость за национальную самобытность. Антиклерикализм, присущий Третьей республике, в корне изменил религиозный образ жизни французов: в ситуационном исследовании касательно города Лимож при сравнении показателей за 1899 год и 1914 год, было установлено что численность горожан, прошедших таинство крещения, снизилось с 98% до 60%, а количество семей, живших в гражданском браке до его официальной регистрации, возросло с 14% до 60%.

## Исторические периоды

### Великая французская революция (1789—1792)
В эпоху правления Людовика XVI (1774—1792) отмечались удачные для Франции периоды времени, однако слишком грандиозные проекты и военные кампании XVIII века привели к затяжному финансовому кризису. По причине ухудшающегося экономического положения, народного недовольства запутанной системой привилегий, дарованных дворянскому сословию и духовным лицам, а также отсутствия возможностей реформы, в 1789 году в Версале были созваны Генеральные штаты. 28 мая 1789 года аббат Сийес заявил, что третье сословие пройдёт процедуру поверки своих полномочий, и предложил сделать то же самое двум другим сословиям. Не дождавшись согласия представителей первого и второго сословий, депутаты, представляющие третье сословие, проголосовали за существенно более радикальные меры, чем планировалось изначально, объявив себя Национальным собранием, которое представляет не сословия, а народ.
По указанию Людовика XVI зал заседаний Генеральных штатов был закрыт, после чего Собрание перенесло своё заседание в королевский теннисный корт, где была принесена так называемая клятва в зале для игры в мяч (20 июня 1789 года), согласно которой делегаты обязались не расходиться до принятия конституции Франции. Большинство делегатов от духовенства вскоре присоединились к делегатам третьего сословия, как и 47 представителей дворянства. К 27 июня королевская партия окончательно уступила, несмотря на то что к Парижу и к Версалю стали стягивать войска. 9 июля Национальное собрание провозгласило себя Учредительным собранием.

Взятие Бастилии 14 июля 1789 года.

11 июля 1789 года король Людовик, действуя под влиянием консервативного дворянства, а также своей супруги, Мария-Антуанетты, и своего брата, графа д’Артуа (будущего короля Карла Х), отправляет в отставку и высылает из страны министра-реформатора Неккера, а также полностью реорганизует министерство. Большинство парижан, считая эти действия началом роялистского переворота, перешли к открытому восстанию. Часть войск присоединилась к буйствующей толпе; другая часть сохраняла нейтралитет. 14 июля 1789 года в результате четырёхчасового сражения повстанцы захватили крепость Бастилию, убив её коменданта и несколько охранников. Король и его вооруженные сторонники временно пошли на уступки бунтующим. После этих погромов дворянство начало покидать страну, и эмигранты издалека строили планы организации гражданской войны в королевстве, а также подстрекали европейские страны создать коалицию против Франции. Мятежные настроения и дух народовластия распространился по всей Франции. В сельской местности мятежники зачастую шли еще дальше: сжигали крепостные документы. В ходе крестьянского восстания в провинциях, известного в истории как Великий Страх, было разрушено множество шато.
4 августа 1789 года Национальное собрание упразднило феодальную систему, покончив одновременно с помещичьими правами второго сословия и с церковными десятинами первого сословия. Всего лишь в течение нескольких часов знать, духовенство, горожане, провинции, артели и города с местным самоуправлением лишились своих особых привилегий. Революция также вызвала начало существенного смещения центра власти с Римско-католической церкви в светское государство.

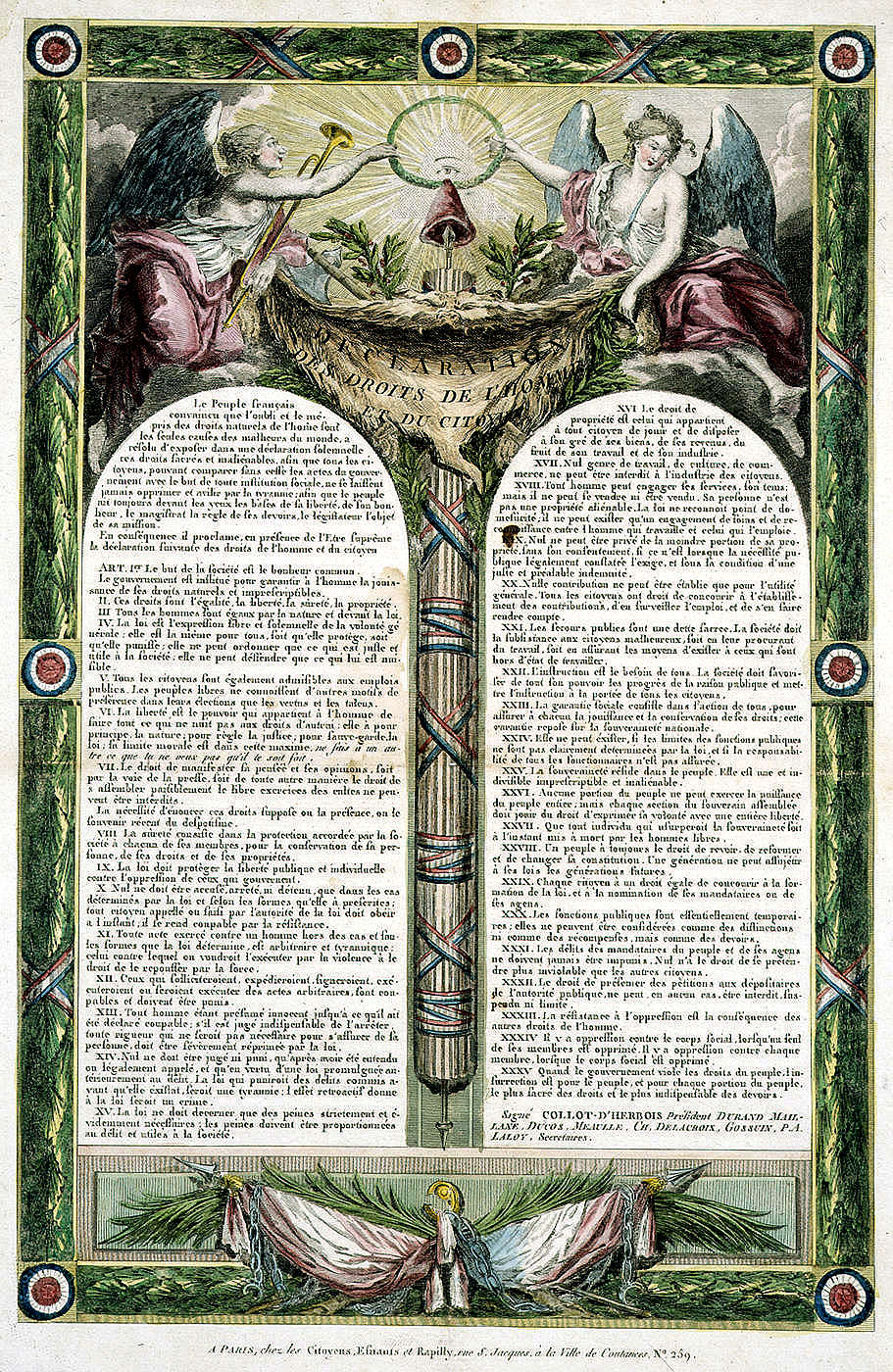
Декларация прав человека и гражданина 1789 года.

Принятое в 1790 году законодательство лишило церковь права обложения налогом собранного урожая, известным как «десятина», упразднило особые привилегии духовенства и положило начало конфискации церковного имущества: во времена Старого порядка церковь являлась крупнейшим землевладельцем в стране. Дальнейшие законодательные акты упразднили практику монашеских обетов. Новый церковный порядок, известный как Гражданское устройство духовенства, вступил в силу 12 июля 1790 года и превратил оставшихся служителей духовенства в государственных служащих, от которых требовалось принести присягу на лояльность к конституции. Такое Гражданское устройство духовенства позволило поставить католическую церковь на службу интересам светского государства.
26 августа 1789 года Национальное собрание официально провозгласило Декларацию прав человека и гражданина. Подобно Декларации независимости США, она содержала изложение принципов и не была имеющей юридическое значение конституцией. Национальное собрание упразднило деление страны на исторические провинции, создав взамен 83 департамента, имеющих примерно одинаковую территорию и численность населения, а также единообразное управление; также были упразднены атрибуты и символика Старого порядка — геральдические фигуры, отличительные знаки, убранство и т. д. — что вызвало отвращение еще большего числа представителей консервативного дворянства и побудило их к эмиграции.
Людовик XVI противостоял развитию революционных событий, и в ночь на 20 июня 1791 года королевская семья предприняла попытку покинуть дворец Тюильри. Однако короля узнали во время проезда 21 июня через город Варен в департаменте Мёз и его вместе с семьёй доставили под охраной обратно в Париж. Поскольку большинство членов Национального собрания высказывало предпочтение не республиканской форме правления, а конституционной монархии, различные политические группировки пришли к компромиссу, по которому новая роль короля Людовика XVI была несколько больше, чем роль номинального главы государства: он был принуждён принести клятву на верность конституции и издал указ о том, что нарушение им клятвы или возможная война против своего народа, а также позволение сделать это кому-либо от имени короля, будет означать его фактическое отречение от престола.
Тем временем, из-за рубежа возникла новая угроза: император Священной Римской империи Леопольд II, король Пруссии Фридрих Вильгельм II и брат короля граф д’Артуа заключили соглашение, известное как Пильницкая декларация, по которому они считали интересы Людовика XVI своими собственными, потребовали его освобождения и роспуска Национального собрания, а также грозили вторжением во Францию в случае, если органы революционной власти отвергнут данные требования. Политические события этого периода поставили Францию на грань войны с Австрией и её союзниками. Франция объявила войну Австрии (20 апреля 1792), а спустя несколько недель на стороне Австрии выступила также и Пруссия. Так было положено начало французским революционным войнам.

### Первая французская республика (1792—1804)

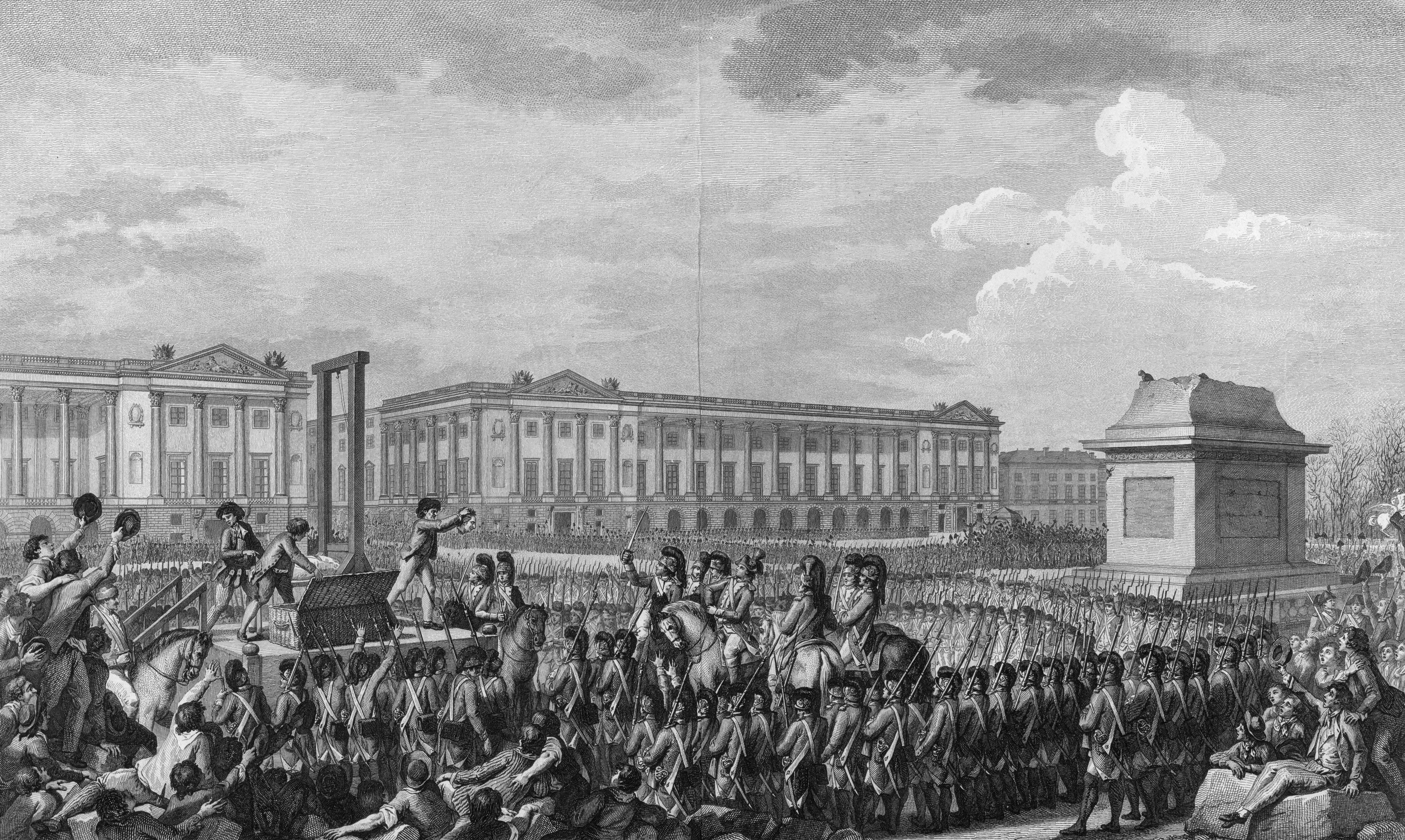
Казнь Людовика XVI на площади Конкорд перед пьедесталом, где раньше стояла статуя его деда Людовика XV.

В Манифесте герцога Брауншвейгского имперская, а также прусская, армии грозили французскому народу возмездием в случае оказания сопротивления их вторжению во Францию с целью восстановления монархии. Из такого текста документа можно было легко усмотреть сговор короля Людовика с врагами Франции.
10 августа 1792 года король Людовик XVI был арестован и заключён под стражу в Тампль. Первая большая победа французских революционных войск случилась 20 сентября 1792 года в сражении при Вальми и на следующий день, 21 сентября, была провозглашена Первая республика. Уже к концу этого года французы перешли границу Австрийских Нидерландов, угрожая расположенной севернее Республике Нидерландов, а также заняли земли восточнее Рейна, на короткое время оккупировав имперский Франкфурт-на-Майне.
17 января 1793 года короля обвинили в заговоре против «свободы нации и покушении на безопасность государства», признали виновным и небольшим перевесом голосов в Конвенте приговорили к смертной казни. 21 января 1793 года король был обезглавлен. Это событие вызвало враждебную реакцию Великобритании, и Франция объявила ей и Нидерландам войну.

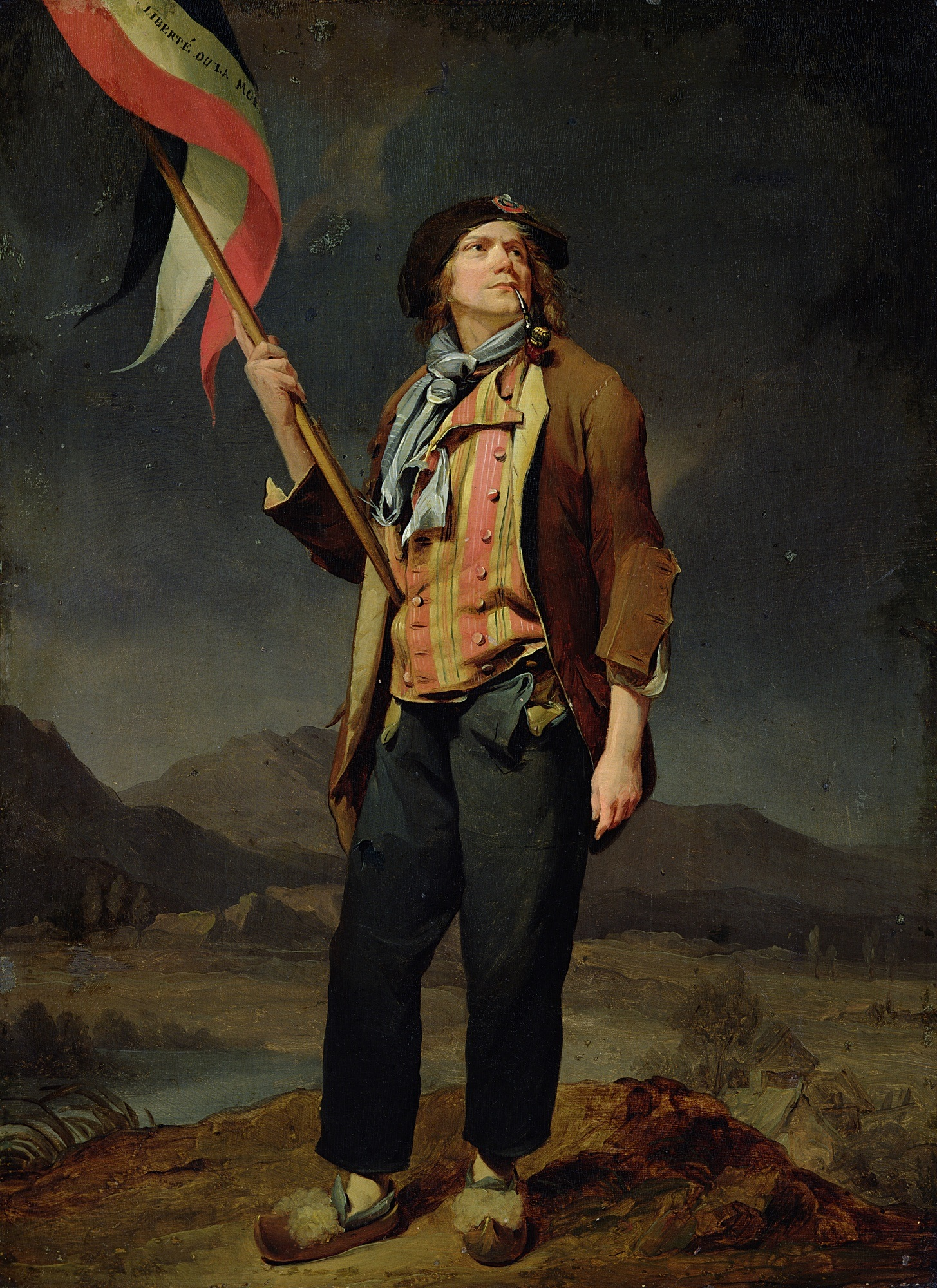
Портрет санкюлота работы Луи-Леопольда Бойли (1761—1845 гг.)

Первая половина 1793 года принесла ряд неудач — французские войска были вытеснены из Германии и Австрийских Нидерландов. В такой ситуации во Франции стали расти цены, начались бунты санкюлотов (бедных чернорабочих и радикально настроенных якобинцев); в некоторых регионах начались контрреволюционные протесты. Якобинцы, воодушевлённые этими событиями, захватили власть посредством парламентского переворота; их действия против жирондистской фракции имели силовую поддержку благодаря мобилизации общества, помимо этого на их стороне были парижские санкюлоты. Действующий центр нового правительства был сформирован альянсом якобинцев и санкюлотов. Их политика стала значительно более радикальной. Новое правительство объявило «поголовную мобилизацию» — на военную службу были призваны все физически годные мужчины старше 18 лет. Благодаря этому численность французской армии намного превышала численность армий соперников, и вскоре в ходе войны наступил перелом.
Комитет общественного спасения, в котором к тому времени была сосредоточена вся власть, перешёл под контроль Максимилиана Робеспьера, и во Франции наступила эпоха террора (1793—1794 гг.). По обвинению в контрреволюционных действиях были казнены на гильотине как минимум 1200 человек. В октябре обезглавили королеву Марию-Антуанетту, чем ещё больше усилили недовольство Австрии. В 1794 году по распоряжению Робеспьера казнили умеренных и ультрарадикальных якобинцев; однако даже это не позволило остановить падение народной поддержки. За свои высказывания о том, что казней слишком много, был обезглавлен Жорж Дантон. Во Франции предпринимались попытки ликвидировать уже упорядоченную религию и заменить её на Культ Разума. Основной лидер этого движения Жак-Рене Эбер устроил крупный фестиваль в Соборе Парижской Богоматери, в ходе которого актриса Оперы короновалась как «Богиня Разума». Однако Эберу не удалось растрогать Робеспьера, и вскоре Эбер был обезглавлен вместе со своими последователями. 27 июля 1794 французский народ восстал против якобинской диктатуры и перегибов эпохи террора, устроив мятеж, известный как Термидорианский переворот. В результате умеренные члены Конвента сместили Робеспьера и других лидеров Комитета общественного спасения, и они были обезглавлены без суда. На этом радикальный этап революции был завершён. Национальный конвент 17 августа 1795 года одобрил новую Конституцию III года, в сентябре её приняли на референдуме, и она вступила в силу 26 сентября 1795 года.

Наполеон Бонапарт, лейтенант Первого батальона Корсики (1792 год) работы Филиппото

Согласно новой конституции, был основан новый орган исполнительной власти — Директория и впервые в истории Франции был образован двухпалатный парламент. Новая власть была заметно более консервативной, в ней доминировала буржуазия, которая стремилась восстановить порядок и устранить из политической жизни санкюлотов и прочие низшие классы населения. В 1795 году Франция снова завладела Австрийскими Нидерландами и левым берегом Рейна, включив их в состав территории Франции. Испания и Республика Нидерландов потерпели поражение и стали сателлитами Франции. Однако на море французский военный флот не мог противостоять англичанам и в июне 1794 года потерпел сокрушительное поражение у побережья Ирландии.
В 1796 году командующим армии, вторгшейся в Италию, назначили Наполеона Бонапарта. Молодой генерал нанёс поражение австрийским войскам и войскам Сардинского королевства, они капитулировали, и Наполеон самостоятельно, без участия Директории, заключил Кампо-Формийский мир. Было признано присоединение к Франции Австрийских Нидерландов и земель левого берега Рейна, а также создание дочерних республик в северной Италии. Таким образом, война первой коалиции была завершена.
Военные операции Франции были продолжены в 1798 году вторжением в Швейцарию, Неаполь и в папские области, где позже были основаны республики. Наполеон смог убедить Директорию выдать санкцию на военную экспедицию в Египет, одной из целей которой было перекрытие торгового маршрута англичан в Индию. Получив одобрение, Наполеон в мае 1798 года отправился в Египет во главе 40 000 армии. Но экспедиция потерпела неудачу, поскольку военный флот англичан под командованием Нельсона настиг французов и потопил большинство их кораблей в битве при Абукире. Армия французов потеряла возможность вернуться домой и оказалась перед лицом враждебной Османской империи. Сам Наполеон спасся бегством во Францию, где он возглавил государственный переворот в ноябре 1799 года, провозгласив себя Первым консулом (его войска оставались в Египте до своей капитуляции английским войскам в 1801 году, после чего их репатриировали обратно во Францию).
В это время была в самом разгаре Война второй коалиции. Франция терпела череду поражений в 1799 году, в результате чего были упразднены дочерние республики в Италии, а вторжение в Германию было отражено. Усилия союзников в Швейцарии и Нидерландах потерпели неудачу и Наполеон, вернувшись во Францию, попытался возложить вину на них. В 1801 году по заключении Люневильского мирного договора закончилась вражда с Россией и Австрией, а Амьенский мир примирил французов с англичанами.

### Первая империя (1804—1814)
К 1802 году Наполеон получил титул Первого консула пожизненно. Его провокации англичан привели к возобновлению войны в 1803 году, а в следующем году он провозгласил себя императором, для чего в Соборе Парижской Богоматери была устроена пышная церемония. На коронацию был приглашён папа римский, однако Наполеон в последнюю минуту взял корону из рук папы и сам возложил её на свою голову. Он стремился к увеличению своей власти и тяготел к имперскому статусу, получая поддержку общества на своем пути реформирования государства и его институтов. Французская империя (или Империя Наполеона) (существовавшая в период 1804—1814 гг.) характеризуется доминированием французов в континентальной Европе (Наполеоновские войны) и окончанием формирования республиканской системы законодательства (Кодекс Наполеона). Характер империи постепенно становился всё более авторитарным, а свобода слова и собраний ограничивалась всё сильнее. Свобода вероисповедания была сохранена на условиях прекращения нападок на христианство и иудаизм, две официальные веры Франции, а атеизм не демонстрировался публично. Также Наполеон возродил дворянское сословие, но ни он, ни его двор не имели общих черт и исторических аналогий с прежней монархией. Несмотря на растущий деспотизм его режима правления, французский император по-прежнему воспринимался остальной Европой как олицетворение революции.

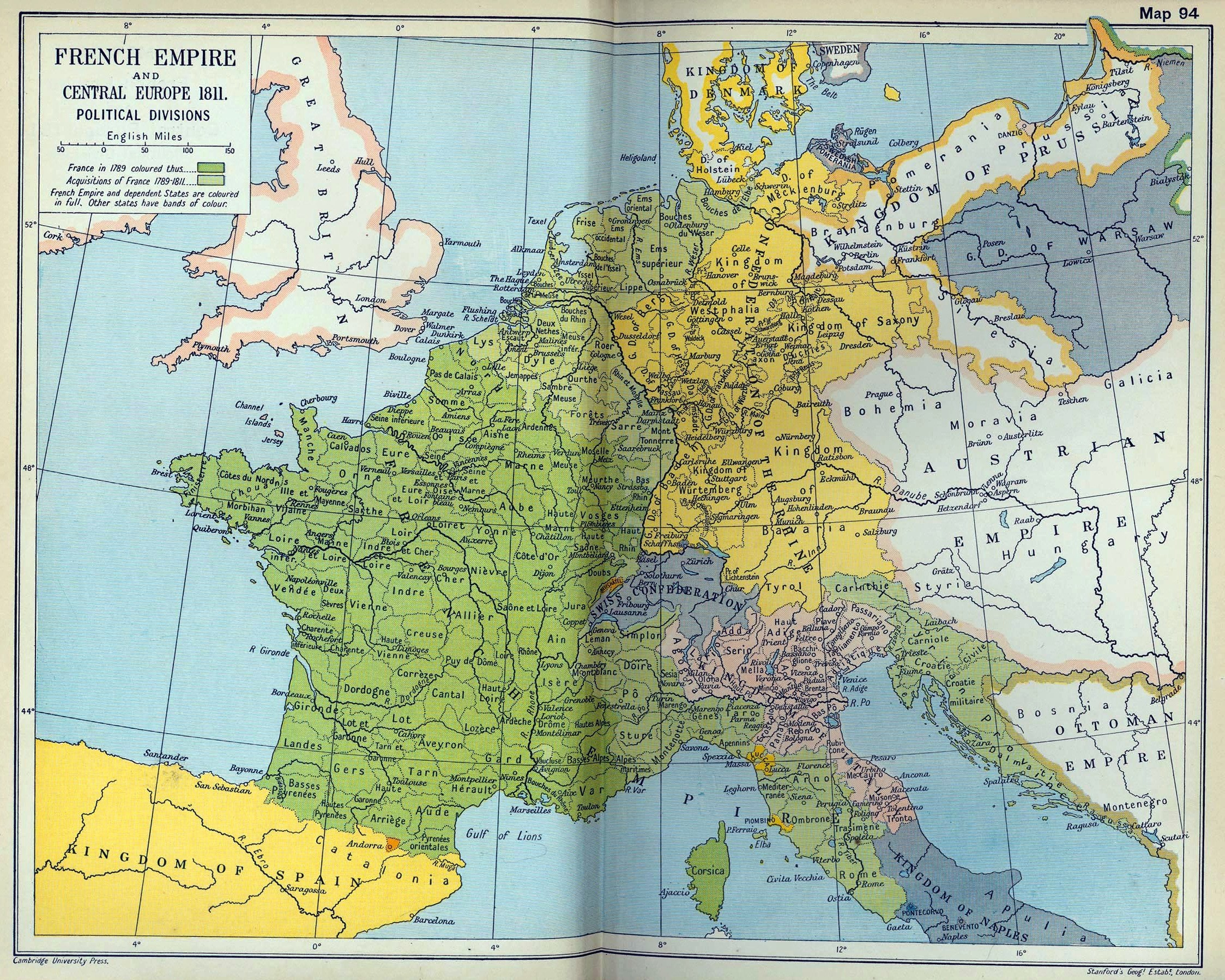
Границы Французской империи к 1811 году. Зелёным цветом показана территория Французской империи; синим, розовым и желтым цветами показаны контролируемые Францией земли

К 1804 году среди европейских стран только Великобритания оставалась за рамками влияния Франции и стала существенной силой, вдохновляющей и финансирующей силы сопротивления Франции. В 1805 году Наполеон сосредоточил армию в 200 000 человек возле города Булонь, с целью вторжения на Британские острова, но он оставил эти планы, поскольку Англия на море была сильнее. Вскоре военный флот Франции и Испании был разгромлен англичанами в Трафальгарском сражении. После этого Наполеон, не имея возможности победить Англию на поле битвы, попытался сделать это при помощи экономических конфликтов. Он учредил Систему твёрдой земли согласно которой всем подвластным Франции территориям запрещалось вести торговые отношения с Англией.
Португалия, являясь союзником Великобритании, оказалась единственной страной Европы, открыто отказавшейся присоединиться к блокаде. После заключения Тильзитского мира в июле 1807 года Франция начала вторжение в Португалию через территорию Испании с целью ликвидации этой бреши в Континентальной блокаде. Войска англичан прибыли в Португалию, заставив Францию отступить. В ходе повторного вторжения на следующий год англичане вернулись обратно, и в это время Наполеон решил сместить короля Испании Карла IV и посадить на испанский трон своего брата Жозефа. Это событие привело к восстанию испанского народа, что положило начало Испано-французской войне. Теперь англичане получили возможность организовать небольшой «плацдарм» на континенте, а война потребовала отвлечения больших ресурсов Франции, что послужило одной из причин поражения Наполеона.
Пик власти Наполеона пришёлся на 1810—1812 годы, когда большинство европейских стран были либо союзниками и сателлитами Франции, либо были аннексированы Францией. После поражения Австрии в 1809 году в Войне пятой коалиции в Европе наступил мир, длившийся 2,5 года, если не принимать во внимание конфликт в Испании. Император взял в жёны эрцгерцогиню из Австрии и она в 1811 году родила ему долгожданного сына.

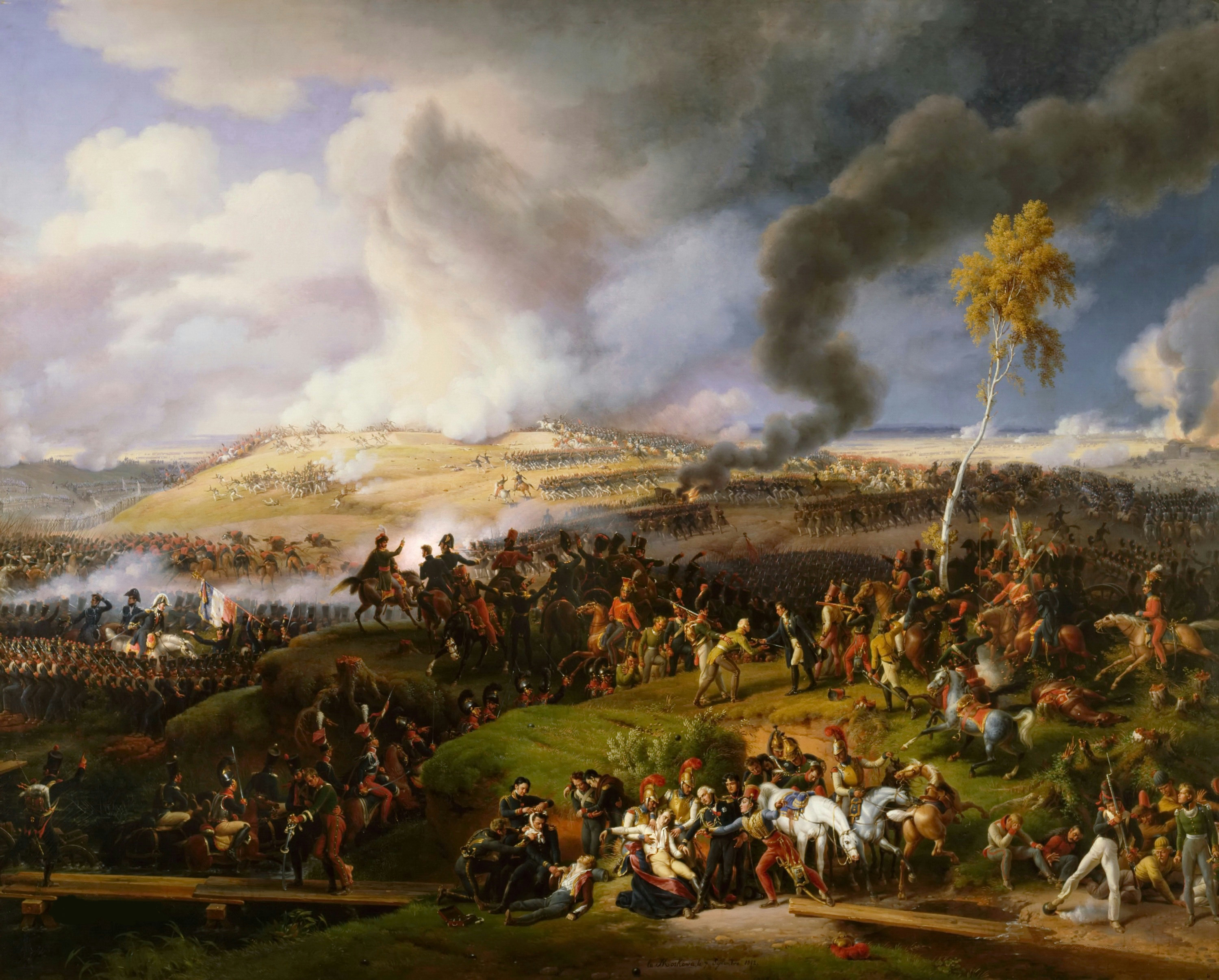
Бородинское сражение; полотно работы Луи Лежена. Самое крупное и кровавое однодневное сражение во всех Наполеоновских войнах.

Континентальная блокада окончательно провалилась. Её воздействие на Великобританию и её торговлю достоверно не известно, при этом торговое эмбарго оказалось более губительно для континентальных государств Европы. Блокада особенно раздражала Россию, и в 1812 году она возобновила торговлю с Великобританией, что явилось одной из причин вторжения Наполеона в Россию в 1812 году. Поражение Наполеона в этой войне побудило все угнетённые народы Европы восстать против французского господства. В 1813 году Наполеон был вынужден призывать на военную службу мальчиков, не достигших 18-летнего возраста, и мужчин, не годных к строевой службе, которых в прежние годы привлекали только к обслуживанию регулярных войск. Боеспособность его войск значительно ухудшилась, а в стране нарастала утомлённость народа непрекращающимися войнами. Противники имели возможность поставить под ружьё намного больше солдат, чем Наполеон. На протяжении 1813 года французы были вынуждены отступать, и в начале 1814 года войска англичан оккупировали Гасконь. Союзнические войска вошли в Париж в марте 1814 года, и Наполеон отрёкся от императорского престола. В результате реставрации Бурбонов королём Франции стал Людовик XVIII, брат казнённого Людовика XVI, а Франция получила весьма благоприятные для себя условия мирного договора, по которому её границы приводились в соответствие состоянию на 1792 год и она освобождалась от уплаты военных контрибуций.
По прошествии 11 месяцев своей ссылки на средиземноморском острове Эльба, Наполеон бежал обратно во Францию, где был встречен народом с большим воодушевлением. Людовик XVIII покинул Париж, хотя возвращение к революционному экстремизму по типу 1793—1794 годов, что могло бы дать императору дополнительную поддержку народных масс, даже не рассматривалось. Энтузиазм быстро угас, и поскольку страны-союзники (обсудив в Вене судьбу Европы) отказались вступать с ним в переговоры, у Наполеона осталась только возможность военной борьбы. Потерпев сокрушительное поражение в битве при Ватерлоо от Великобритании и Пруссии, Наполеон снова отрёкся от престола. На этот раз Наполеон был сослан на остров Святой Елены в южной Атлантике, где он и жил до своей смерти в 1821 году от рака желудка.

### Реставрация монархии (1814—1830)

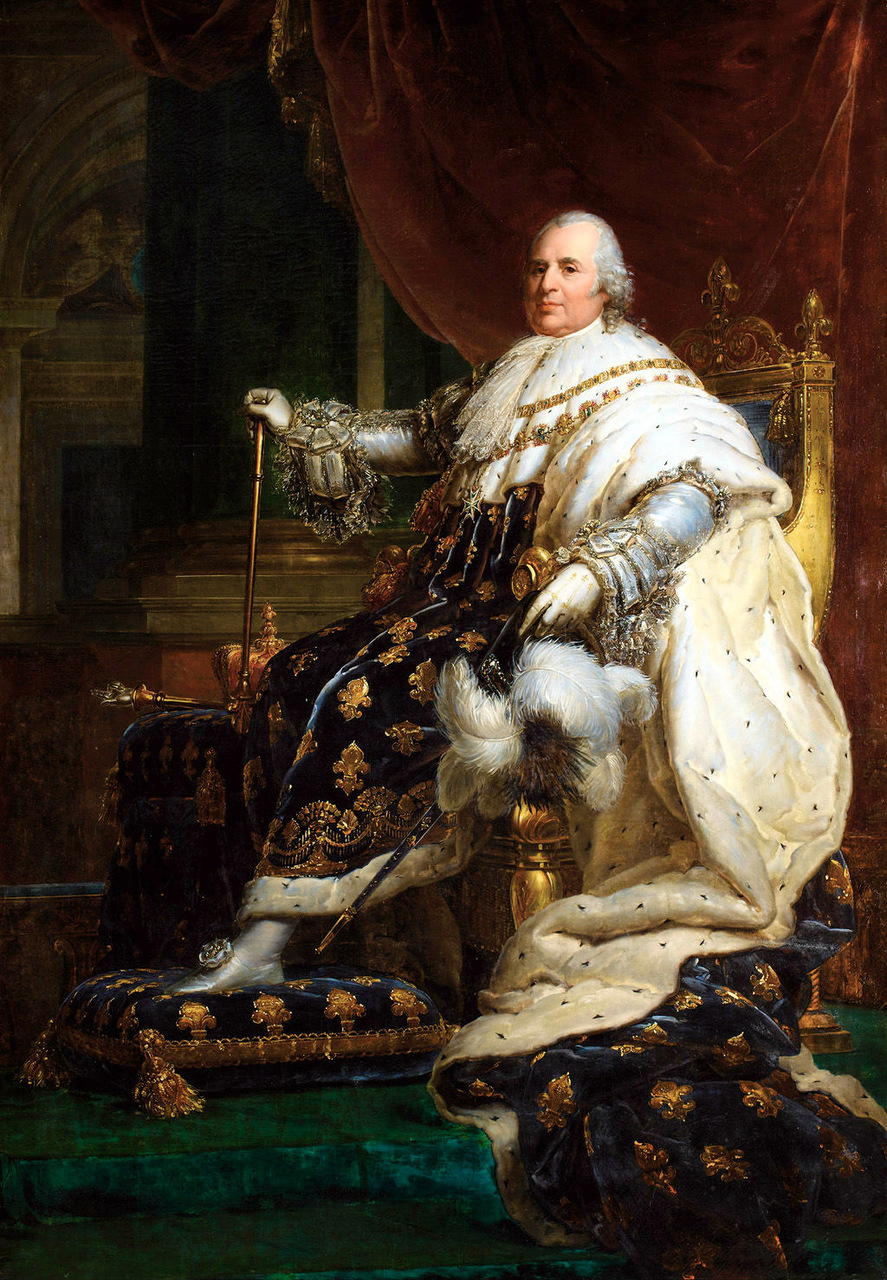
Людовик XVIII в коронационной мантии; работа Франсуа Жерара.

Людовик XVIII был вторично восстановлен на французском престоле странами-союзниками в 1815 году, и после этого завершились два десятилетия войн в Европе. Король был вынужден одобрить как минимум самые главные принципы французской революции и правил как ограниченный конституцией монарх. Мирный договор после стодневного правления Наполеона был для Франции на этот раз значительно более суров. Франция по его условиям возвращалась в границы 1789 года и была обязана выплатить контрибуцию. Войска союзников оставались на территории Франции до окончания всех выплат. Были предприняты очень масштабные чистки в правительстве и вооружённых силах в целях изгнания бонапартистов, а короткий период белого террора привёл на юге Франции к 300 жертвам.
Несмотря на возвращение к власти династии Бурбонов, Франция очень сильно изменилась по сравнению с эпохой Старого порядка. Политика равенства и либерализма революционного периода осталась значимой силой, и реставрация неограниченной монархии и священноначалия прошлой эпохи была уже невозможна в полном объеме. Экономические перемены, начатые задолго до революции, продолжавшиеся в годы массовых беспорядков, были надёжно закреплены в 1815 году. Эти перемены способствовали переносу главенствующей роли с титулованных землевладельцев на горожан-коммерсантов. Административная реформа Наполеона, например Кодекс Наполеона, а также эффективный чиновничий аппарат, также остались в силе. Эти перемены привели к появлению единообразного центрального правительства, которое не было испорчено с финансовой точки зрения и держало под значительно более сильным контролем все сферы жизни Франции; и в этом состоит существенное отличие от ситуации, в которой Бурбоны оказались перед революцией.
В 1823 году Франция вторглась в Испанию, где в результате гражданской войны был свергнут король Фердинанд VII. Французские войска вступили в Испанию, отвоевали Мадрид у мятежников, и покинули страну почти также быстро как вошли туда. Несмотря на первоначальные опасения европейских государств, Франция не показала признаков возвращения к прежней агрессивной внешней политике и в 1818 году её пригласили к участию в так называемой Системе Европейского концерта.
Людовик XVIII в значительной мере принимал новые крупные перемены в обществе. Однако довольно часто его подталкивали к крайне правым мерам различные политические группировки ультрароялистов, возглавляемые графом Виллелем, который осудил попытку доктринеров объединить революцию и монархию посредством конституционной монархии. Вместо этого, избранная в 1815 году Бесподобная палата (фр. Chambre introuvable), отправила в изгнание всех членов Конвента, голосовавших за казнь Людовика XVI, и провела несколько реакционных законов. Людовик XVIII, опасаясь народных восстаний, был вынужден в 1816 году распустить эту палату, в которой преобладали ультраправые.

Июльская революция 1830 привела к отречению Карла X и завершению эпохи Реставрации Бурбонов

Таким образом, либералы получили определяющую роль в политической жизни вплоть до 1820 года, когда произошло убийство известного деятеля ультраправых и племянника короля, герцога Беррийского, после чего ультрароялисты Виллеля снова пришли к власти (голосование за Акт против богохульства в 1825 году и Акт о миллионах эмигрантов (фр. loi sur le milliard des émigrés)). Людовик скончался в сентябре 1824 года и на французский престол взошёл его брат.
Король Карл X стал проводить существенно более консервативную политику. Он попытался править как абсолютный монарх и предпринял шаги к восстановлению могущества католической церкви во Франции. Факты святотатства в церквях стали караться смертной казнью, свобода прессы стала ещё более ограниченной. И наконец, он начал выплаты компенсаций знатным семействам, чья собственность была уничтожена в ходе Революции. В 1829 году король авторитарным образом назначил одиозного ультрароялиста князя Полиньяка министром правительства. В следующем, 1830 году, народное недовольство этими изменениями вылилось на улицы Парижа. Это народное восстание известно в истории как Июльская революция 1830 года (также, Три славных дня (фр. Les trois Glorieuses) — 27, 28 и 29 июля). Карл был вынужден отправиться в изгнание, а на трон взошёл Луи-Филипп, представитель Орлеанской ветви династии Бурбонов, сын Филиппа Эгалите, голосовавшего за смертную казнь своего кузена, короля Людовика XVI. Луи-Филипп правил не как Король Франции, а как Король французов. Для всех было очевидно, что он получил право правления от народа, но не от Бога. Также он восстановил триколор в качестве государственного флага Франции, вместо белого флага Бурбонов, действовавшего с 1815 года. Это важная особенность, поскольку триколор являлся символом Революции.

### Июльская монархия (1830—1848)
Период Июльской монархии (1830—1848) в истории Франции в целом характеризуется доминированием крупной буржуазии, а также смещением центра влияния с контрреволюционной партии легитимистов на партию орлеанистов, которые были готовы признать определенные изменения, привнесённые французской революцией 1789 года. Луи-Филипп был коронован как Король французов, а не как Король Франции: этим фактом отмечается его согласие с происхождением власти от народа, но не от Бога, как это было при Старом порядке. Луи-Филипп очень хорошо сознавал основу своей власти: состоятельная буржуазия вознесла его наверх в ходе Июльской революции, воздействуя на парламент, и на всем протяжении своего правления он учитывал её интересы.

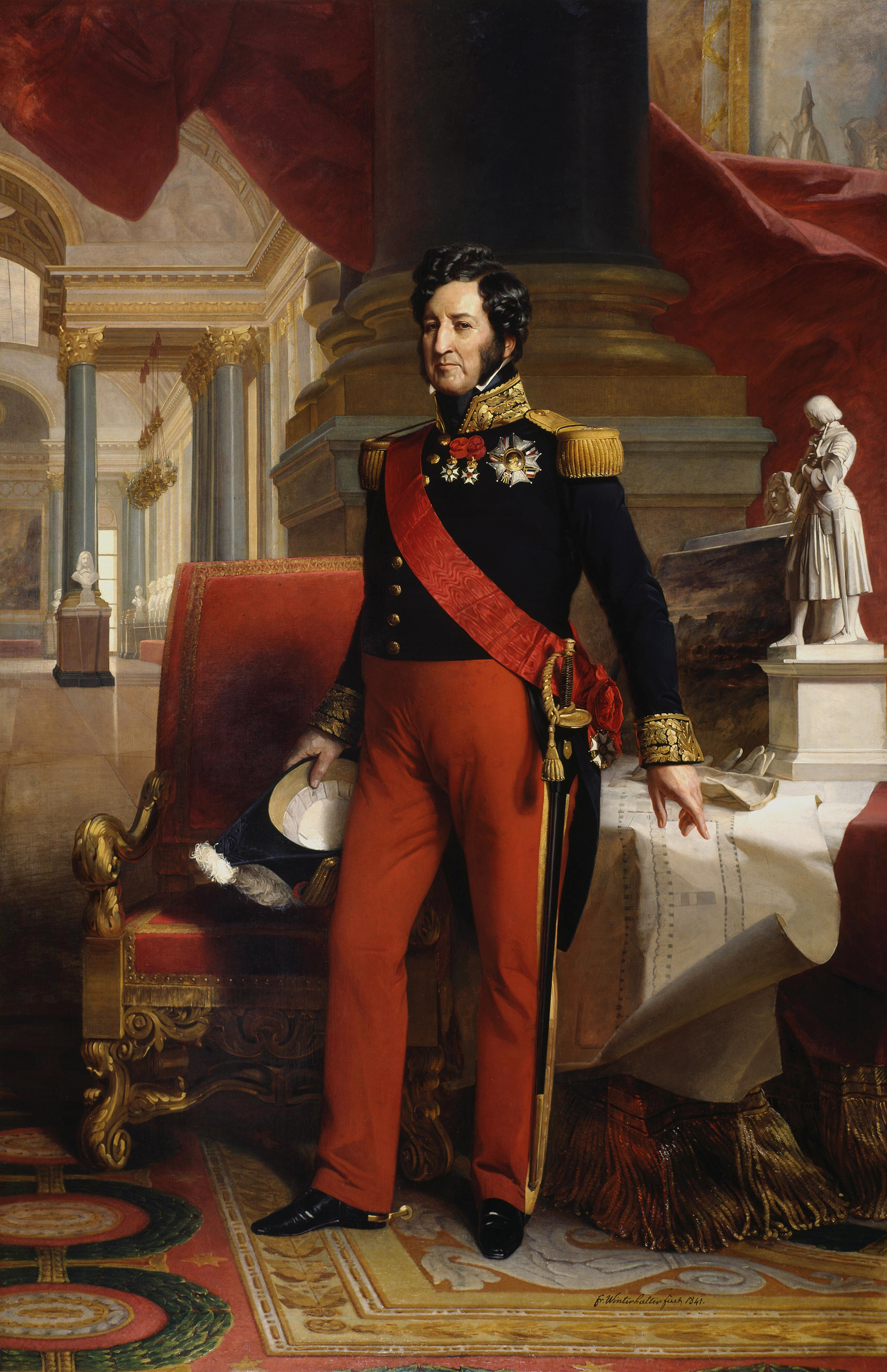
Луи-Филипп, король французов.

Луи-Филипп, в свои молодые годы заигрывавший с либералами, отбросил пышность и церемониальность династии Бурбонов и окружил себя банкирами и коммерсантами. Тем не менее, период Июльской монархии оставался периодом смуты и беспорядка. Крупная политическая группировка легитимистов на правом крыле политической системы требовали восстановления на престоле представителя династии Бурбонов. При этом левые, республиканцы, а позже и социалисты, по-прежнему оставались очень влиятельной силой. В поздние годы своего правления Луи-Филипп стал еще более непреклонным и категоричным. Его премьер-министр, Франсуа Гизо, стал крайне непопулярным в обществе, однако Луи-Филипп отказался отправлять его в отставку. Положение дел становилось всё более критичным и ситуация переросла в Революцию 1848 года, ознаменовавшую закат монархии и провозглашение Второй республики.
Тем не менее, в первые годы своего правления Луи-Филипп предпринял попытку всеобъемлющего и разумного реформирования своего правительства. Законные основы деятельности его правительства были заложены в Хартии 1830 года, написанной реформаторски настроенными депутатами нижней палаты парламента. Основными принципами, заложенными в хартии, были равноправие религий, восстановление Национальной гвардии для защиты гражданского населения, реформа избирательной системы, реформирование системы пэрства и ослабление королевских полномочий. И фактически Луи-Филипп и его министры придерживались политики укрепления базовых положений конституции. Однако большинство таких политических мер являлись завуалированными попытками укрепить власть правительства и буржуазии, вместо легитимного укрепления равенства и расширения прав широкой массы французского народа. Поэтому, несмотря на кажущееся движение Июльской монархии в направлении реформ, такое движение было по большей части обманчивым и притворным.
В период Июльской монархии число граждан, наделённых избирательным правом примерно удвоилось, с 94 000 человек при Карле X, до более чем 200 000 человек в 1848 году. Тем не менее, это количество составляло всего лишь около 1 % от населения страны, и правом голоса наделялись только самые состоятельные граждане, уплачивающие налоги в казну. Помимо простого увеличения присутствия буржуазии в Палате представителей парламента, такое развитие избирательной системы дало возможность буржуазии выступать против аристократии на законодательном уровне. Таким образом, сохранив видимую приверженность своему публичному обету расширять участие населения в выборах, Луи-Филипп на самом деле наращивал влияние своих приверженцев и усиливал их контроль над французским парламентом. Включение в процесс только самых состоятельных граждан, помимо прочего, ослабляло любую возможность роста радикально настроенных фракций в парламенте.
Обновлённая Хартия 1830 года ограничивала власть короля — лишив его возможности вносить и утверждать законопроекты, а также ограничила его исполнительные полномочия. Однако Король французов искренне считал что король, даже в новой монархии, является чем-то большим, чем номинальным главой при избираемом парламенте, и поэтому он был достаточно активен в политической жизни страны. Одним из первых решений Луи-Филиппа в процессе формирования своего кабинета стало назначение на пост премьер-министра консерватора Казимира Перье. Перье, являвшийся банкиром, внёс решающий вклад в прекращение работы множества тайных обществ республиканцев и профсоюзов, которые были образованы в ранние годы режима. Кроме этого он осуществлял контроль за разделом Национальной гвардии после того как она стала поддерживать радикальные политические течения. Безусловно, все эти шаги были предприняты им с одобрения короля. Однажды он сказал, что многие полагают, что страдания французов вызваны прошедшей революцией. «Нет, месье», сказал он другому министру, «революции не было: была просто смена главы государства».

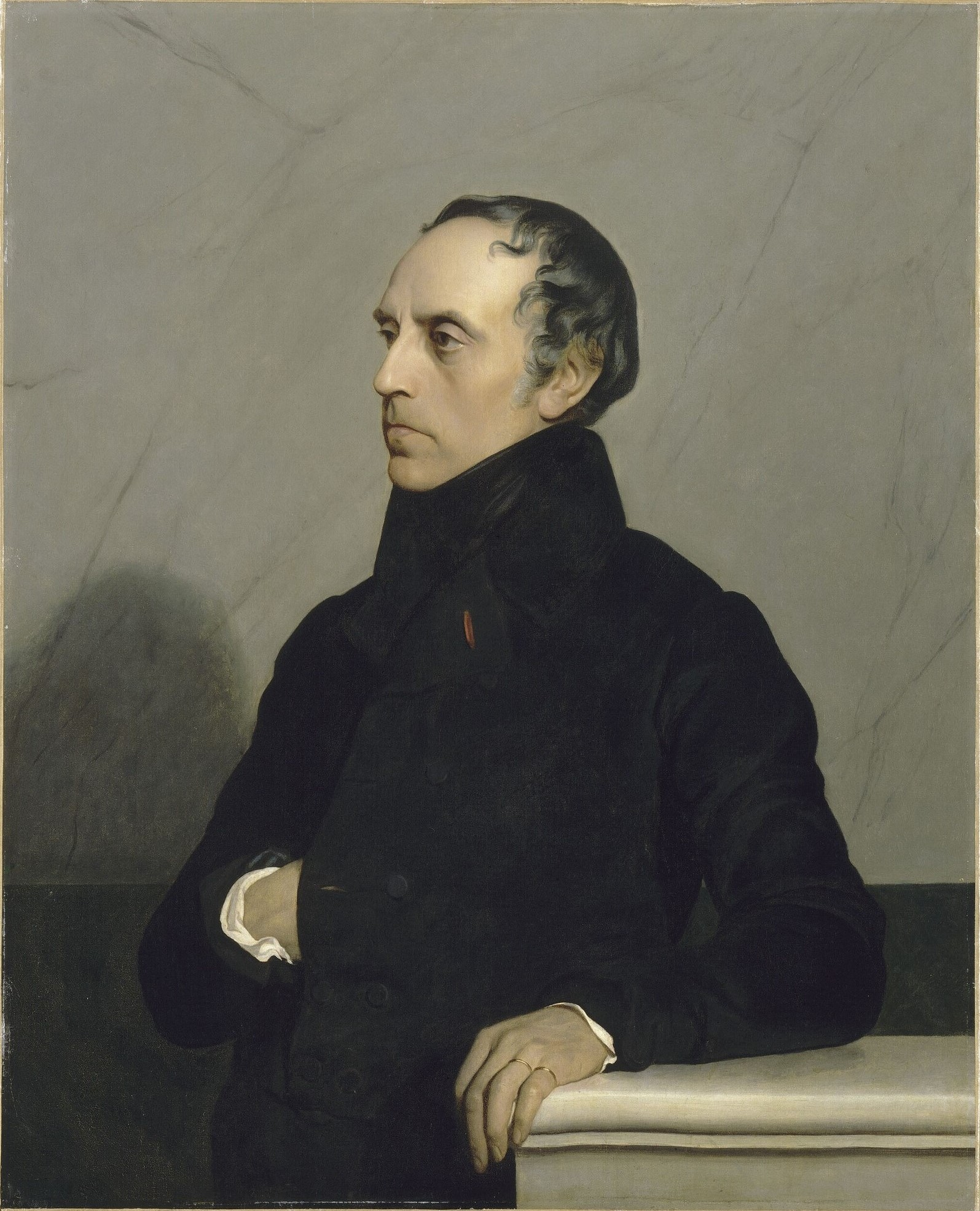
Франсуа Гизо

В дальнейшем консервативное направление политики усилилось ещё больше, сначала под руководством Перье, а затем и министра внутренних дел Франсуа Гизо. Правящий режим достаточно рано осознал угрозу своей политике невмешательства со стороны радикалистов и республиканцев. Поэтому уже в 1834 году монархия объявила республиканцев вне закона. Гизо прекратил деятельность клубов республиканцев и закрыл издания республиканцев. Перье вместе со своими консервативными сторонниками вывел республиканцев, например, банкира Дюпона из состава правительства. Не доверяя Национальной гвардии, Луи-Филипп наращивал численность армии и провёл военную реформу, чтобы обеспечить лояльность военных.
Несмотря на то, что в кабинете всегда существовали две фракции — либеральные консерваторы, к которым принадлежал Гизо (Партия сопротивления (фр. le parti de la Résistance)), и либеральные реформаторы, к которым принадлежал журналист Луи Адольф Тьер (Партия движения (фр. le parti du Mouvement)) — последние никогда не имели широкой известности. Именно руководство Гизо отмечается масштабными суровыми мерами по отношению к республиканцам и инакомыслящим, а также проводимой в интересах деловых кругов политике попустительства. В числе таких мер были льготные таможенные тарифы, защищавшие французских бизнесменов. Правительство Гизо уступало контракты на строительство железных дорог и шахт тем буржуа, которые поддерживали правительство и, более того, вносило определенные первоначальные взносы в эти проекты. В такой политической системе рабочие не имели права на собрания, объединения или обращения к правительству насчет повышения оплаты или снижения рабочих часов. Период Июльской монархии при правительствах Перье, Моле и Гизо был неблагоприятным периодом для низших слоёв общества. Более того, Гизо советовал тем, кто не имел избирательного права по действующему законодательству, просто обогащаться. Сам король не был особенно популярен к середине 1840-х годов, из-за своей внешности его часто называли коронованной грушей. В эту эпоху существовал культ личности Наполеона и в 1841 году его тело было перевезено с острова Святой Елены во Францию, где его перезахоронили с величественными почестями.
Луи-Филипп проводил пацифистскую внешнюю политику. Вскоре после его пришествия к власти в 1830 году, Бельгия восстала против правления Нидерландов и провозгласила свою независимость. Король отказался от планов вторжения туда, а также от любого рода военных действий за пределами Франции. Единственным исключением стала война с Алжиром, начатая Карлом X за несколько недель до своего свержения под предлогом борьбы с пиратами в Средиземном море. Правительство Луи-Филиппа решило продолжить завоевание этой страны, на что ушло почти 10 лет. К 1848 году Алжир был объявлен неотъемлемой частью Франции.

### Революция 1848 года

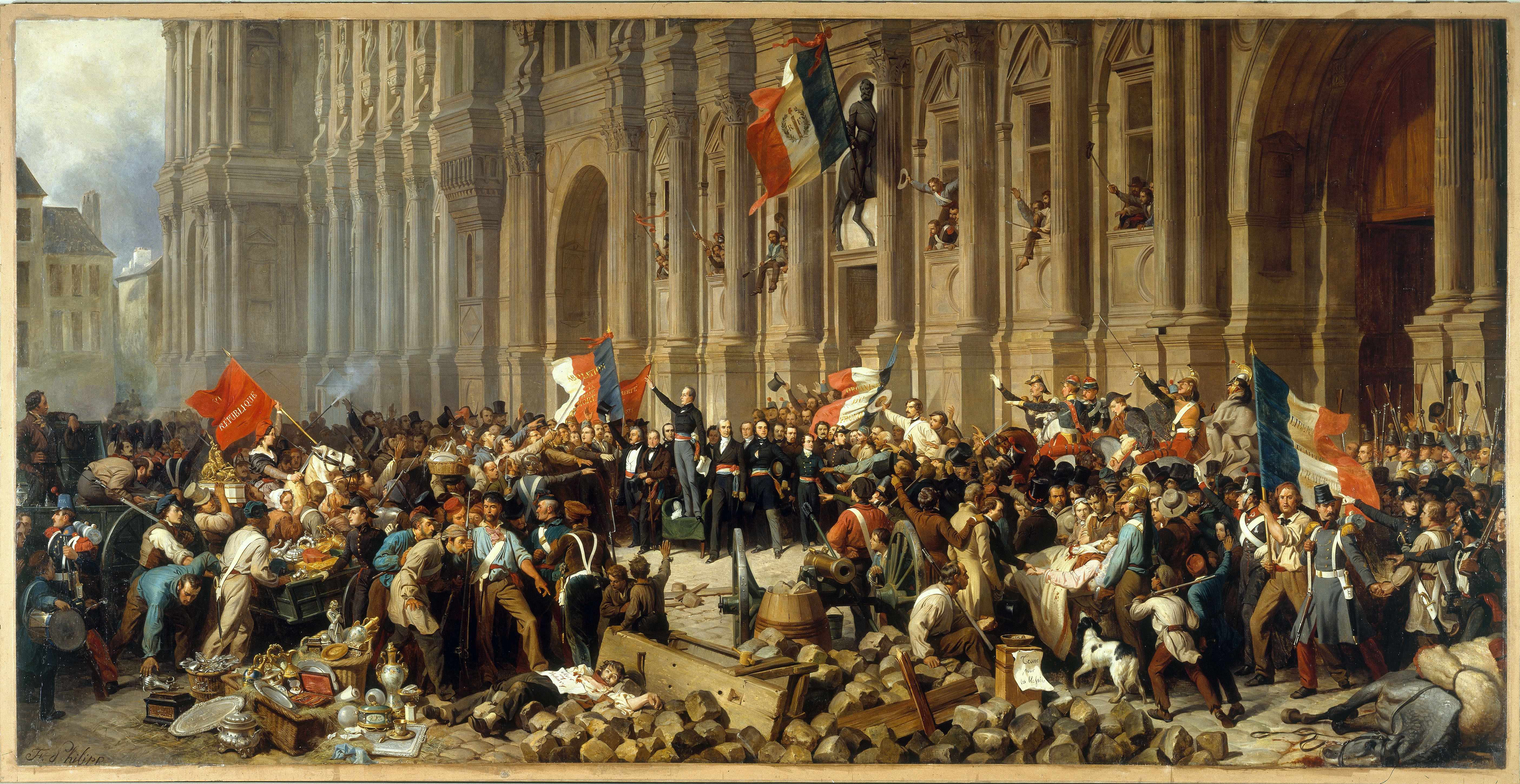
«Речь Альфонса де Ламартина 25 февраля на ступенях парижской ратуши» работы Филиппото

Французская революция 1848 года имела значительные последствия для всей Европы в целом: силы народных демократий восстали против авторитарных режимов в Австрии и Венгрии, в Германском союзе и Пруссии, а также в Итальянских государствах Милане, Венеции, Турине и Риме. В растущее народное недовольство внесли свой вклад экономический спад и низкие урожаи 1840-х годов.
В феврале 1848 года французское правительство наложило запрет на проведение так называемых реформистских банкетов, ужинов со сбором средств, где активисты общественных движений критиковали государственный режим (публичные демонстрации и забастовки были тогда вне закона). После этого запрета массовые беспорядки и протесты выплеснулись на улицы Парижа. Толпы раздраженных горожан собрались у королевского дворца, после чего король Луи-Филипп отрекся от престола и эмигрировал в Англию. После этого была провозглашена Вторая республика.
Революция во Франции сблизила классы общества, имеющие диаметрально противоположные интересы: буржуазия стремилась к реформе избирательной системы (демократическая республика), лидеры социалистов (к примеру, Луи Блан, Пьер Жозеф Прудон, а также левый радикал Луи Огюст Бланки) добивались права на труд и создания Национальных мастерских (республика с социальным обеспечением) и чтобы Франция способствовала освобождению угнетённых народов Европы (поляков и итальянцев), тогда как центристы (к примеру, аристократ Альфонс де Ламартин) искали компромиссную позицию. Между этими группировками нарастало напряжение. Начавшееся в июне 1848 года восстание рабочего класса в Париже унесло 1500 жизней и раз и навсегда развеяло мечту о конституции социального обеспечения.

### Вторая республика (1848—1852)
Принятая в 1848 году Конституция Второй республики оказалась крайне несовершенной, поскольку она не позволяла эффективно разрешать разногласия между Президентом республики и Национальным собранием. В декабре 1848 года Президентом Республики был избран племянник Наполеона Бонапарта Шарль Луи Наполеон Бонапарт, который позже, в 1851 году, осуществил государственный переворот, оправдывая свои действия сложившимся тупиковым законодательством. В конечном счёте, в 1852 году, он провозгласил себя императором Второй империи Наполеоном III.

### Вторая империя (1852—1870)

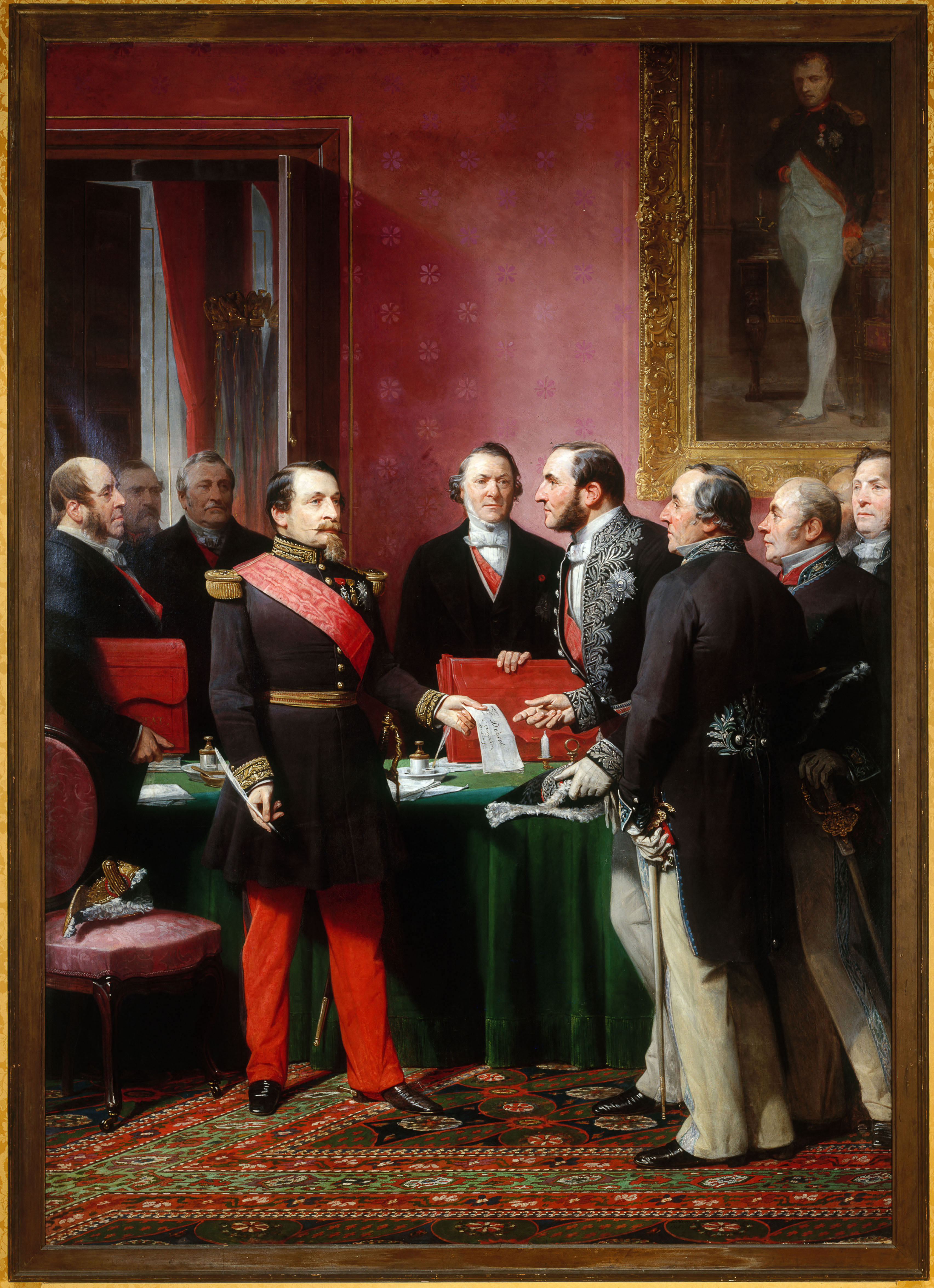
Наполеон III вручает барону Осману указ о присоединении к Парижу соседних муниципалитетов (1860)

C 1852 по 1870 год Францией правил император Наполеон III. В первые годы его правление носило авторитарный характер, а свобода слова и собраний была сильно ограничена. В этот период во Франции отмечается значительное развитие промышленности, общий экономический подъём и рост урбанизации (примечательно грандиозное переустройство Парижа, выполненное бароном Османом), однако внешняя политика Наполеона III имела катастрофические последствия.
В 1852 году Наполеон провозгласил — «Империя — это мир!» (фр. L'Empire, c'est la paix), однако Бонапарту вряд ли пристало продолжать пацифистскую внешнюю политику Луи-Филиппа. Всего лишь спустя несколько месяцев после своего избрания Президентом в 1848 году, он отправляет французские войска в Рим чтобы распустить вновь образованную там республику; эта армия будет квартировать в Риме вплоть до 1870 года. Наращивались и заморские владения империи — Франция расширила свои владения в Индокитае, в западной и центральной Африке, а также в южной части Тихого океана. Этому способствовало открытие в Париже крупных банковских учреждений, которые финансировали заморские экспедиции. В 1869 году императрица Евгения приняла участие в торжественной церемонии открытия Суэцкого канала, который стал выдающимся достижением французов. И всё же, Франция Наполеона III отставала от Великобритании по темпам колонизации, а её попытки оттеснить Великобританию от управления Индией и ослабить американское влияние в Мексике потерпели сокрушительное поражение.
В 1854 году император присоединился к Британской и Османской империям в Крымской войне против России. После этого Наполеон вмешался в решение вопроса итальянской независимости. Он заявил о своем намерении освободить Италию «от Альп до Адриатики» и участвовал в войне с Австрией в 1859 году по этому поводу. После побед при Монтебелло, в битве при Мадженте и в решающей битве при Сольферино Франция в 1859 году заключила с Австрией Виллафранкский мир, поскольку император опасался того что в случае продолжения войны в неё могут вступить другие государства, в особенности Пруссия. Австрия уступила Наполеону III Ломбардию, который, в свою очередь, передал её сардинскому королю Виктору Эммануилу; Моденское герцогство и Тоскана были возвращены своим герцогам, а Романья — папе римскому, а Виктор Эммануил стал Президентом объединённой Италии. Благодаря Францию за военную поддержку в войне с Австрией, Пьемонт в марте 1860 года уступил Франции свои земли Савойского герцогства и графства Ниццы. Затем Наполеон обратил свои устремления в Западное полушарие. Он предоставил свою поддержку конфедератам в Гражданской войне США, и это длилось вплоть до провозглашения Авраамом Линкольном осенью 1862 года Прокламации об освобождении рабов. С этого момента стало невозможно поддерживать южан, не поддерживая при этом рабство, и император отступил. Однако в то же время он предпринял экспедицию в Мексику, которая перестала платить проценты по кредитам, выданным Францией, Великобританией и Испанией. В итоге, в январе 1862 года эти три государства отправили совместную военную экспедицию в город Веракрус, но англичане и испанцы очень скоро отказались от своего участия, осознав истинные планы Наполеона. В июне 1863 года французские войска оккупировали город Мехико и установили марионеточное правительство, возглавляемое австрийским эрцгерцогом Максимилианом, который был объявлен Императором Мексики. Несмотря на то, что такие вещи были запрещены доктриной Монро, Наполеон был убеждён, что США слишком глубоко увязли в Гражданской войне чтобы предпринять какие-либо ответные действия. Французы так и не смогли окончательно подавить сопротивление войск свергнутого мексиканского президента Бенито Хуареса и, к тому же, весной 1865 года завершилась Гражданская война. США, имея на службе миллион закалённых боями солдат, потребовали от Франции отвести войска или вступить в войну. Французы отступили, но Максимилиан попытался всё же остаться у власти. Он был захвачен мексиканцами и убит в 1867 году.

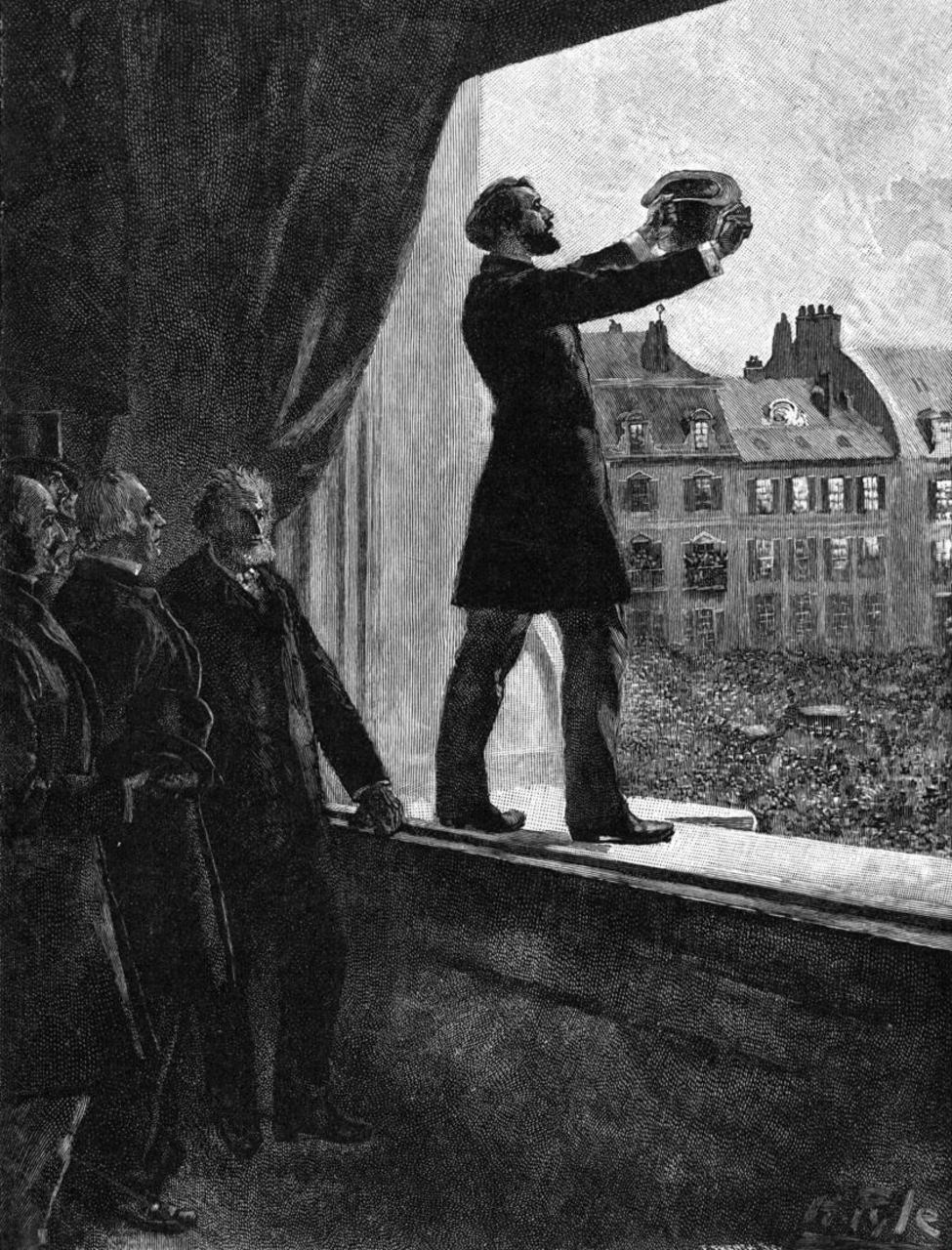
Леон Гамбетта провозглашает Третью республику из окна парижской ратуши 04 сентября 1870 года.

По мере того как французы пресыщались деспотичным авторитарным стилем правления 1860-х годов, общественное мнение становилось главенствующей силой. Наполеон III, выражавший до своей коронации определённые либеральные идеи, поначалу ослабил цензуру, законы об общественных собраниях и забастовках. В результате стал наблюдаться рост радикальных настроений в среде пролетариата. Росло недовольство высоким темпом расширения Второй империи, поскольку в экономике начал ощущаться спад. Счастливое время 1850-х годов закончилось. Авантюрная политика Наполеона всё чаще служила поводом для критики. Надеясь успокоить либералов, Наполеон в 1870 году предложил установить полный парламентский режим правления, и это предложение снискало широкую поддержку среди французов. Однако, у императора Франции так и не появилась возможность реализовать это предложение — к концу того же года Вторая империя развалилась с позором.
Наполеон был всецело озабочен кампанией в Мексике, и это помешало ему вступить в Датскую войну 1864 года и в Третью войну за независимость Италии в 1866 году. Оба этих конфликта превратили Пруссию в самую влиятельную силу в Германии. После этого стала нарастать напряжённость между Францией и Пруссией, особенно после того как в 1868 году Пруссия попыталась возвести принца из династии Гогенцоллернов на испанский трон, ставший свободным после революционных событий.

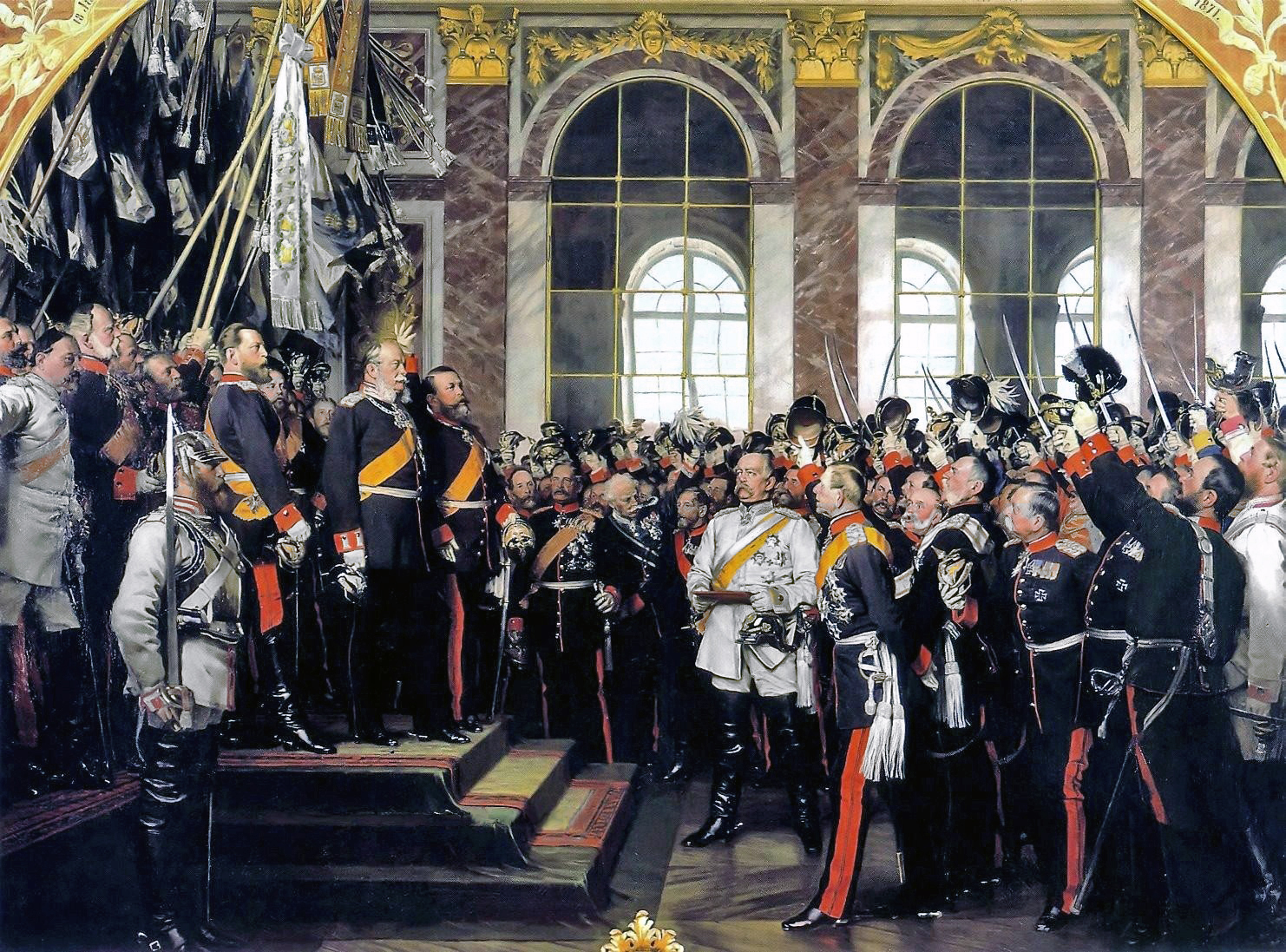
Церемония объявления Вильгельма I императором в Версале, картина Антона Вернера

Канцлер Пруссии Отто фон Бисмарк спровоцировал Наполеона в июле 1870 года на объявление войны Пруссии. Очень быстро, уже через несколько недель, французские войска потерпели поражение, и 01 сентября император со своей армией оказались в ловушке в битве при Седане и были вынуждены капитулировать. В Париже была спешно провозглашена Республика, но война была далека от своего завершения. Поскольку было очевидно что Пруссия предъявит территориальные претензии Франции, временное правительство дало клятву продолжать сопротивление. Войска Пруссии блокировали Париж и новые армии, мобилизованные французским правительством, не смогли противостоять этой осаде. В столице Франции возникла ощутимая нехватка продовольствия и, спустя некоторое время, даже обитатели городского зоопарка были пущены в пищу. В январе 1871 года прусские войска стали обстреливать осаждённый город из гаубиц, а король Пруссии Вильгельм I провозгласил себя Императором Германии в Зеркальной галерее Версальского дворца. Вскоре после этого события Париж капитулировал. Условия мирного договора были очень суровы для Франции. Франция уступила Германии Эльзас и Лотарингию и обязалась выплатить контрибуцию в размере 5 миллиардов франков. Немецкие войска оставались на территории страны до полной уплаты. Между тем, отрёкшийся Наполеон III был выслан в Англию, где он скончался в 1873 году.

### Третья республика (1870—1940) в период до 1920 года
Национальное собрание Франции провозгласило Третью республику, которая просуществовала вплоть до военного поражения Франции в 1940 году (дольше любого другого режима во Франции со времён Великой Французской революции). В момент образования республики Франция была оккупирована иностранными войсками, столица была центром восстания социалистов — Парижская коммуна (которое было силой подавлено Адольфом Тьером) — а две провинции (Эльзас-Лотарингия) аннексированы Германией.

#### Парижская коммуна (1871)

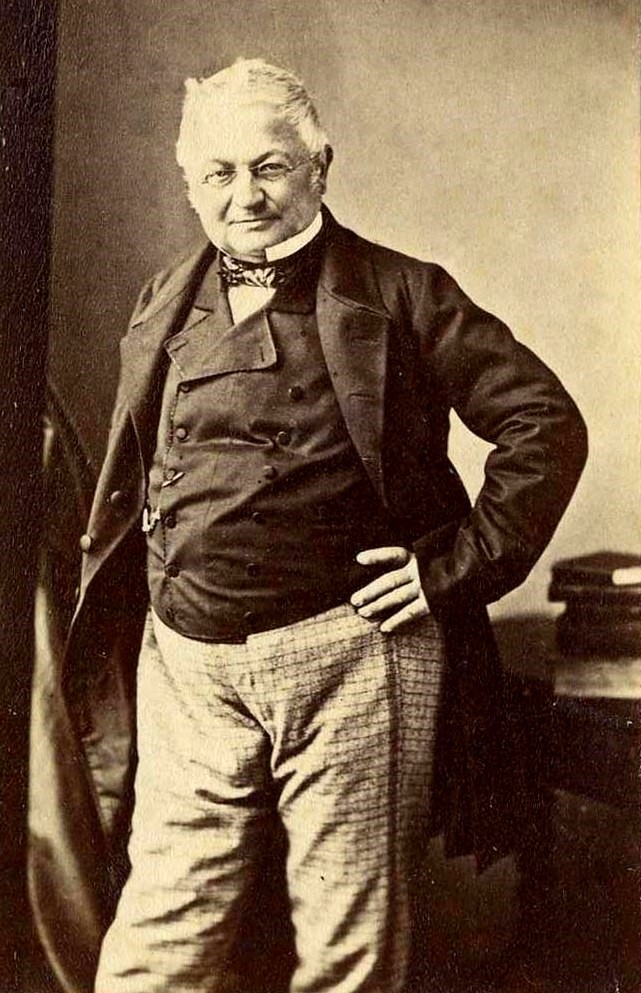
Адольф Тьер (1797—1877)

Третья республика была провозглашена 4 сентября 1870 года сразу после поражения Наполеона III в войне с Пруссией 1870 года. Но конституционное законодательство новой республики было принято только в феврале 1875 года, после того как Адольфу Тьеру удалось подавить революционную Парижскую коммуну.
Коммуна начала своё существование с восстания парижан вскоре после блокады Парижа в сентябре 1870 года; она существовала с 18 марта 1871 года по 28 мая 1871 года. Адольф Тьер вызвал гнев горожан, разрешив прусской армии устроить военный парад в Париже 17 февраля 1871 года, а 18 марта, надеясь укрепить влияние своего правительства и ослабить позиции командования Национальной гвардии, он приказал французским регулярным войскам захватить артиллерийские орудия, размещённые на Монмартре. Множество французских солдат поддержали Национальную гвардию и отказались выполнять приказ, присоединившись вместе с гвардейцами к восстанию. Видя, что он теряет контроль над ситуацией, Тьер вывел из Парижа регулярные войска, силы полиции и чиновников в Версаль, и сам покинул город в сопровождении верных ему сторонников.
Флагом Парижской коммуны стал красный флаг социалистов вместо триколора умеренных республиканцев (в эпоху Второй республики в 1848 году, радикальные движения, поддерживавшие социалистов, противостоявших правительству умеренных республиканцев, уже поднимали красный флаг).
Новые законы
Только за три месяца своего существования Коммуна утвердила принятие множества социальных законов, среди которых:
- освобождение горожан от квартирной платы на весь период осады Парижа (после начала блокады многие владельцы жилья существенно подняли её размер);
- упразднение работы в ночные часы в пекарнях Парижа, каковых насчитывалось сотни;
- упразднение казней на гильотине;
- выплата пенсии одиноким спутникам служащих Национальной гвардии, погибших в боевых действиях, а также их детям;
- бесплатное возвращение государственными ломбардами любых инструментов труда, отданных в залог рабочими во время осады города;
- отсрочка выплаты долговых обязательств и отмена процентов по долгам;
- важный отход от строгих канонов реформистов — право работников управлять предприятием, если оно было покинуто собственником.

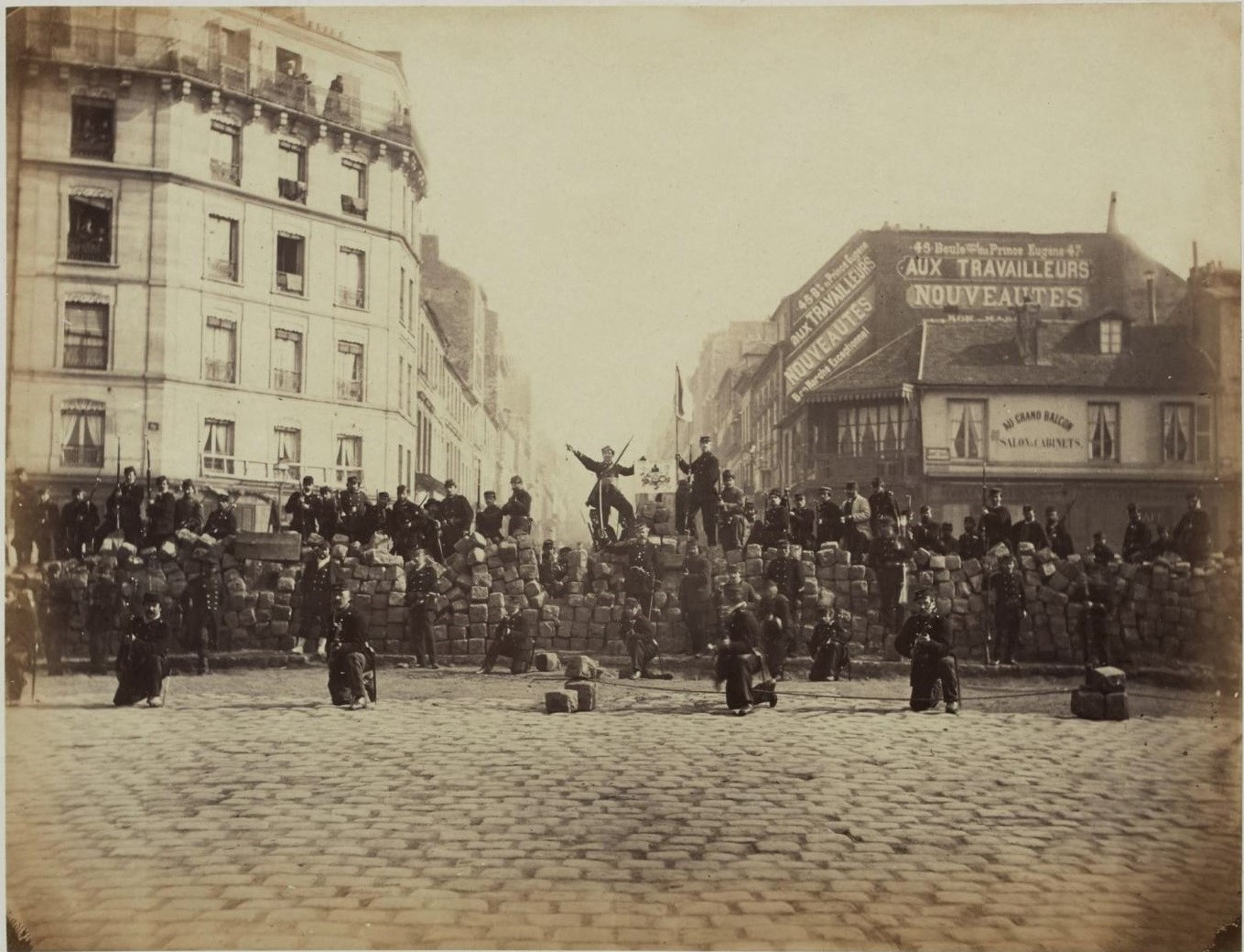
Баррикада во время Парижской коммуны, фотография 18 марта 1871 года.

Новое законодательство также отделило церковь от государства, всё церковное имущество было передано государству и в школах прекратили преподавать религию. В период восстания церквям было разрешено вести богослужение только, если они по вечерам открывали свои двери для проведения общественных политических собраний. В результате церкви, наряду с улицами и кафе, стали центрами политической жизни Парижской коммуны.
Другие предложенные законы были направлены на реформирование образования: послешкольное специальное образование, а также техническая подготовка стали доступны для всех бесплатно.
Вандомская колонна, бывшая символом наполеоновского империализма и шовинизма, была разрушена.
Феминизм
Женские активисты стали организовываться в феминистские движения. К примеру, воинствующая анархистка Натали Лемель и молодая русская революционерка Елизавета Дмитриева 11 апреля 1871 года образовали Женский союз за оборону Парижа (fr:Union des femmes pour la défense de Paris et les soins aux blessés). Сознавая, что их борьба против патриархального устройства могла иметь успех только в рамках общей борьбы против капитализма, активисты союза пропагандировали равенство полов, равенство заработной платы, право на развод для женщин, право на светское обучение и на профессиональное обучение для девочек. Они также выступали за отмену общественного различия между замужней женщиной и конкубинами, между законными и незаконорожденными детьми, а также за запрет проституции, — они добились закрытия домов терпимости (неофициальных публичных домов). Женский союз также принимал участие в заседаниях нескольких комиссий муниципалитета и организовывал кооперативные мастерские.
Репрессии и падение
Используя в своих интересах новое планирование столицы, выполненное бароном Османом во времена Второй империи — были проложены широкие бульвары, связывающие железнодорожные вокзалы и упрощающие ввод войск в столицу, — Адольф Тьер провёл жестокие репрессии коммунаров. 27 мая 1871 года пала последняя баррикада на улице Рампоно (fr:rue Ramponeau) в квартале Бельвиль и маршал Мак-Магон выступил со следующим обращением: «К жителям Парижа. Французская армия пришла защитить вас. Париж освобождён! В 4 часа наши солдаты разбили последние укрепления мятежников. Сегодня сопротивление сломлено. Будут восстановлены порядок, работа и безопасность».

#### Доминирование роялистов (1871—1879)
Таким образом, французская республика выдержала двойное поражение: от Пруссии и от революционной коммуны. Парижская коммуна была подавлена очень жестоко. Сотни мятежников были казнены у стены коммунаров на кладбище Пер-Лашез, а еще тысячи были отправлены пешком в Версаль для судебных разбирательств. Количество убитых в течение Кровавой недели никогда не удавалось установить доподлинно, но, по оценкам, 30 000 человек было убито, намного больше было ранено и, по всей видимости, около 50 000 человек позже было казнено и заключено в тюрьмы; 7 000 человек отправили в ссылку в Новую Каледонию. Тысячи мятежников уехали в Бельгию, Англию, Италию, Испанию и в США. В 1872 году было принято «жёсткое законодательство, исключавшее всяческие возможности формирования левых политических группировок». Амнистия для заключённых была проведена в 1880 году. В течение целых пяти лет Париж находился на военном положении.
Помимо этого республиканскому движению также пришлось противостоять контрреволюционерам консерваторам, отвергавшим завоевания революции 1789 года. Республиканское устройство было неприемлемо для монархистов, причем для обоих течений — легитимистов и орлеанистов — которые полагали, что республиканство развивает модернизацию общества и атеизм, разрушая при этом традиции Франции. Такое противостояние длилось до кризиса 16 мая 1877 года, который в итоге привёл к отставке монархиста маршала Мак-Магона в январе 1879 года. После смерти графа де Шамбор в 1883 году, который, являясь внуком Карла X, не смог отказаться от геральдической лилии и белого флага, символов Бурбонов, чем поставил под угрозу альянс между легитимистами и орлеанистами, множество оставшихся орлеанистов объединились с республиканцами, последовав примеру Адольфа Тьера. Подавляющее большинство легитимистов покинуло политическую арену или ушли на обочину политической жизни, как минимум до появления коллаборационистского режима Виши Филиппа Петена. Некоторые из легитимистов в 1898 году, в разгар дела Дрейфуса, образовали политическую организацию Аксьон франсез, которая имела большое влияние на жизнь французского общества вплоть до 1930-х годов, особенно на парижских интеллектуалов Латинского квартала. В 1891 году папа римский Лев XIII выпустил энциклику Rerum Novarum. Эту энциклику некорректно трактовали как одобрившую движение христианского социализма, который во Франции восходит к трудам Фелисите-Робера де Ламеннэ времён Июльской монархии. Позже папа Пий X осудит такие движения католиков за демократию и социализм в своей энциклике Nostre Charge Apostolique (Наша апостольская задача).

#### Доминирование радикалов (1879—1914)

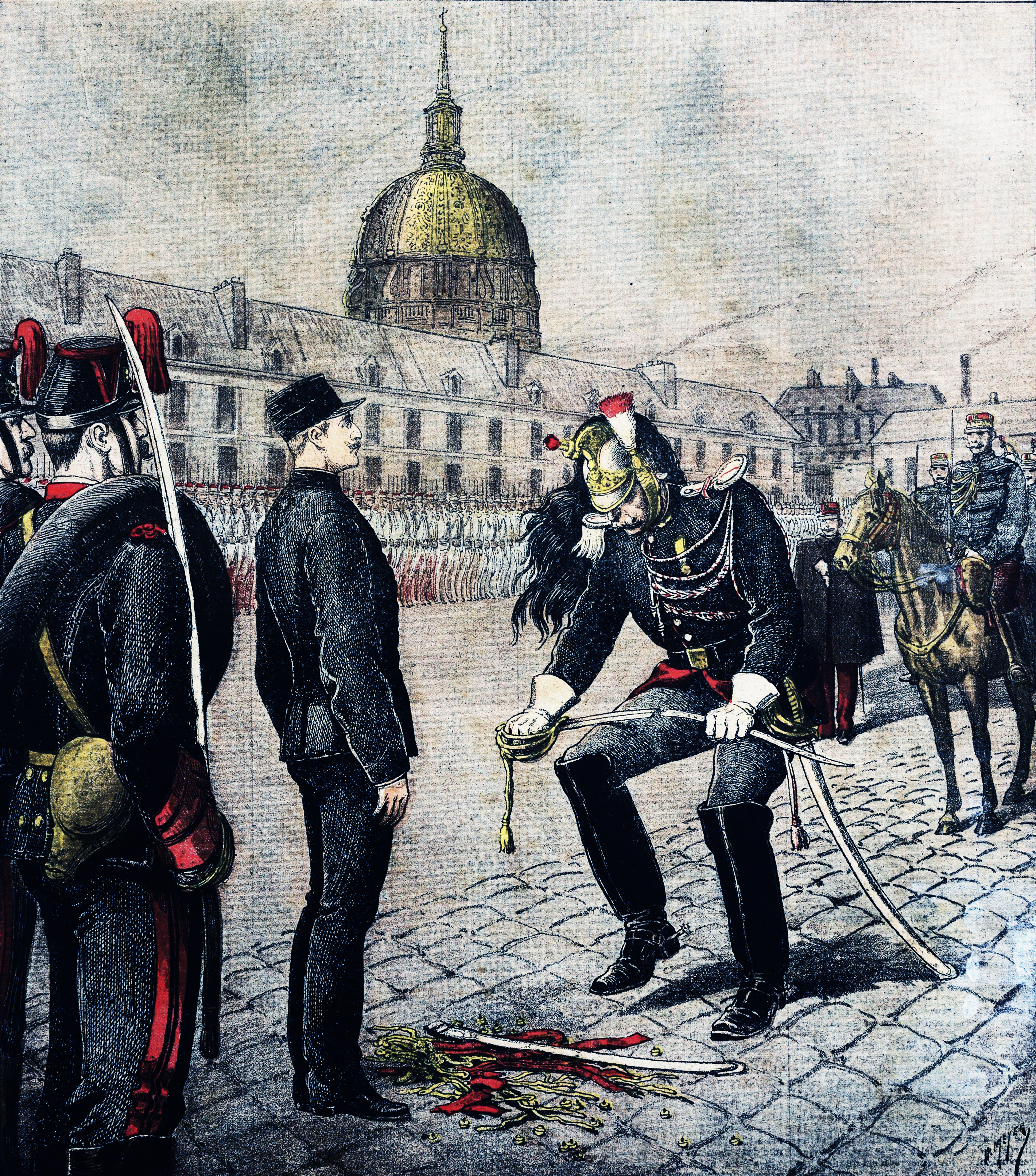
Публичное разжалование Альфреда Дрейфуса.

В первое время Третья республика управлялась приверженцами монархистов, однако за власть боролись республиканцы (радикалы) и бонапартисты. В период с 1879 по 1899 год власть перешла в руки умеренных республиканцев и прежних радикалов (объединившихся вокруг Леона Гамбетта); их стали называть «республиканцами-оппортунистами». Новая власть республиканцев в Третьей республике позволила принять в 1881 и 1882 годах законы Жюля Ферри об обязательном, светском и бесплатном государственном среднем образовании.
Однако, нашумевшее Дело Дрейфуса раскололо умеренных республиканцев, что позволило Радикальной партии в конечном итоге получить власть в 1899 году. В это время различные кризисы, например, попытка государственного переворота буланжистов (см. Жорж Буланже) в 1889 году, показали непрочность республики. Политика радикалов в сфере образования (подавление местных языков, всеобщее обязательное образование), обязательная военная служба и контроль за пролетариатом позволили побороть внутренние разногласия в обществе и устранить регионализм, а их поощрение участия Франции в колониальном разделе Африки и обретение заморских владений (например, Французский Индокитай) сформировали миф о величии Франции. Эти процессы способствовали превращению Франции из страны множества провинций в современное национальное государство.
В 1880 году Жюль Гед и Поль Лафарг, который был зятем Карла Маркса, создали Рабочую партию Франции (фр. Parti ouvrier français), первую во Франции марксистскую партию. Двумя годами позже произошёл раскол у поссибилистов Поля Брусса. Возник раскол во Французском движении социалистов и во Втором интернационале по вопросу допустимости «участия социалистов в буржуазном правительстве». Такой раскол был вызван тем, что независимый социалист Александр Мильеран вошёл в правительство радикальных социалистов Пьера Мари Вальдек-Руссо, куда также входил маркиз де Галифе, который был известен не только как автор одноименного кроя брюк, но и благодаря своей роли в жестоком подавлении Парижской Коммуны в 1871 году. Жюль Гед осудил этот поступок, считая его уловкой, а Жан Жорес оправдал его, и назвал Мильерана одним из первых социал-демократов. В 1902 году Рабочая партия Геда объединилась с Партией социалистов Франции, а в 1905 году все социалистические движения, включая Партию французских социалистов Жореса, объединились во Французскую секцию Рабочего интернационала (SFIO). Это была Французская секция во Втором интернационале, образованном в 1889 году после раскола между анархо-синдикалистами и марксистами, приведшего к роспуску Первого интернационала (основанного в Лондоне в 1864 году).

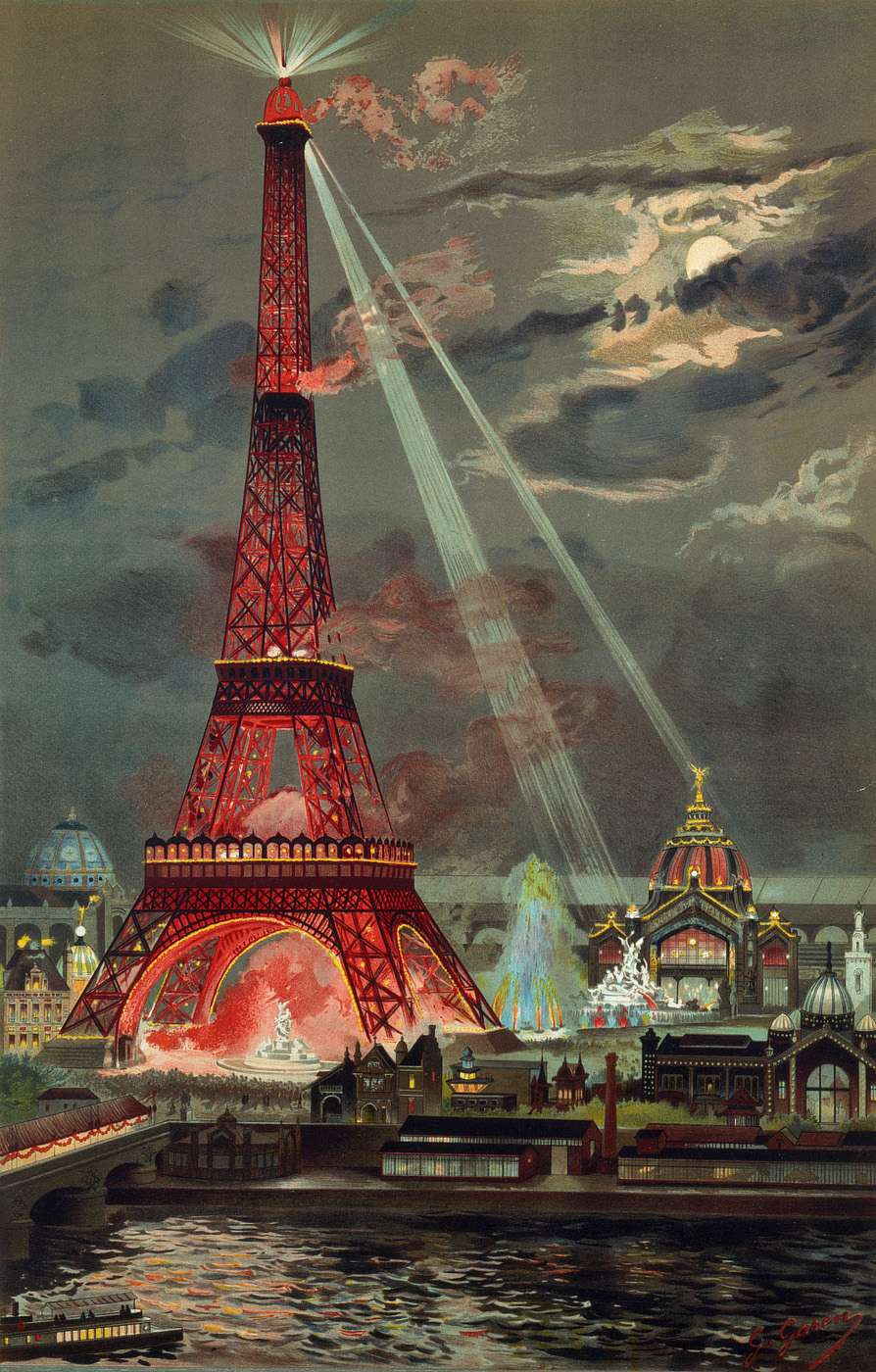
Иллюминация Эйфелевой башни перед Всемирной выставкой 1889 г.

В своем стремлении изолировать Германию, Франция приложила большие усилия, чтобы заполучить на свою сторону Россию и Великобританию, сначала заключив в 1894 году Франко-русский союз, затем в 1904 году Сердечное соглашение с Великобританией, и наконец, присоединившись к Англо-русскому соглашению в 1907 году, сформировавшее военно-политический блок Антанта, члены которого вступили в Первую мировую войну как союзники.

Военно-политические союзы в Европе к началу Первой мировой войны

Недоверие по отношению к Германии, вера в свою армию, а также присущий французам антисемитизм — всё это в совокупности придало крайнюю серьёзность политическому скандалу, вошедшему в историю под названием Дело Дрейфуса (неправомерное расследование и осуждение военного офицера, еврея, по обвинению в государственной измене). Вся французская нация разделилась на «дрейфусаров» и «антидрейфусаров», а ультраправые пропагандисты продолжали нагнетать ситуацию даже после появления доказательств невиновности Дрейфуса. Писатель Эмиль Золя опубликовал страстную редакционную статью на тему неправосудного процесса, после чего сам попал под обвинение в клевете. После того как Дрейфус был окончательно помилован, законодательная власть в 1905 году приняла законы о лаицизме, которые позволили полностью отделить церкви от государства и лишить церкви почти всех прав собственности.
Эпоху конца XIX века и начала XX века очень часто называют Прекрасной эпохой. Несмотря на то, что Франция этой эпохи ассоциировалась с разнообразными новшествами в культурной сфере и массовыми развлечениями (кабаре, канкан, кинематограф, новые направления в искусстве, к примеру импрессионизм и ар-нуво), французский народ оставался разобщенным по религиозным убеждениям, по классам, по регионам происхождения и доходам, а на международной сцене Франция неоднократно находилась на грани войны с другими имперскими государствами (к примеру, Фашодский кризис). Людские и финансовые потери в Первой мировой войне будут иметь катастрофическое значение для французской нации.

## Колониализм во Франции
Обладая до XIX века обширными владениями в Азии (Французская Индия) и Северной Америке (Новая Франция), Франция растеряла их к началу XIX столетия почти совершенно. 
В 1830-х годах был приобретен Алжир.  
Африканские колонии, за исключением Алжира, составляли небольшое владение; Сенегал, несмотря на вековое владение им, был совершенно не устроен и не эксплуатировался; владения на западном берегу Африки были совершенно ничтожны, настолько, что их предлагали Великобритании в обмен на нижнее течение реки Гамбии, — но Великобритания не согласилась, и Франция сохранила достаточно точек опоры, чтобы двинуться внутрь страны. Габон был совершенно заброшен. В восточной Африке Франции принадлежали остров Бурбон и несколько островков. Невелики были владения Франции и в других частях света. В общей сложности все колониальные владения по пространству были меньше, нежели колонии Нидерландов или Португалии того времени, а по населению — меньше испанских колоний, то есть Франция стояла на последнем месте среди колониальных держав. 
В 1870-х годах было положено начало обладанию Тонкином. В 1880-х годах в сферу влияния Франции вошел Тунис; Сенегал был распространен до берегов Нигера и коснулся Судана. С этого времени начались деятельные усилия Франции распространить свое влияние на всю северо-западную Африку; эти усилия стоили меньше денег и людей, нежели утверждение в Тонкине, за спиной которого стоял Китай (что привело к войне с ним в 1884—1885 годах). 

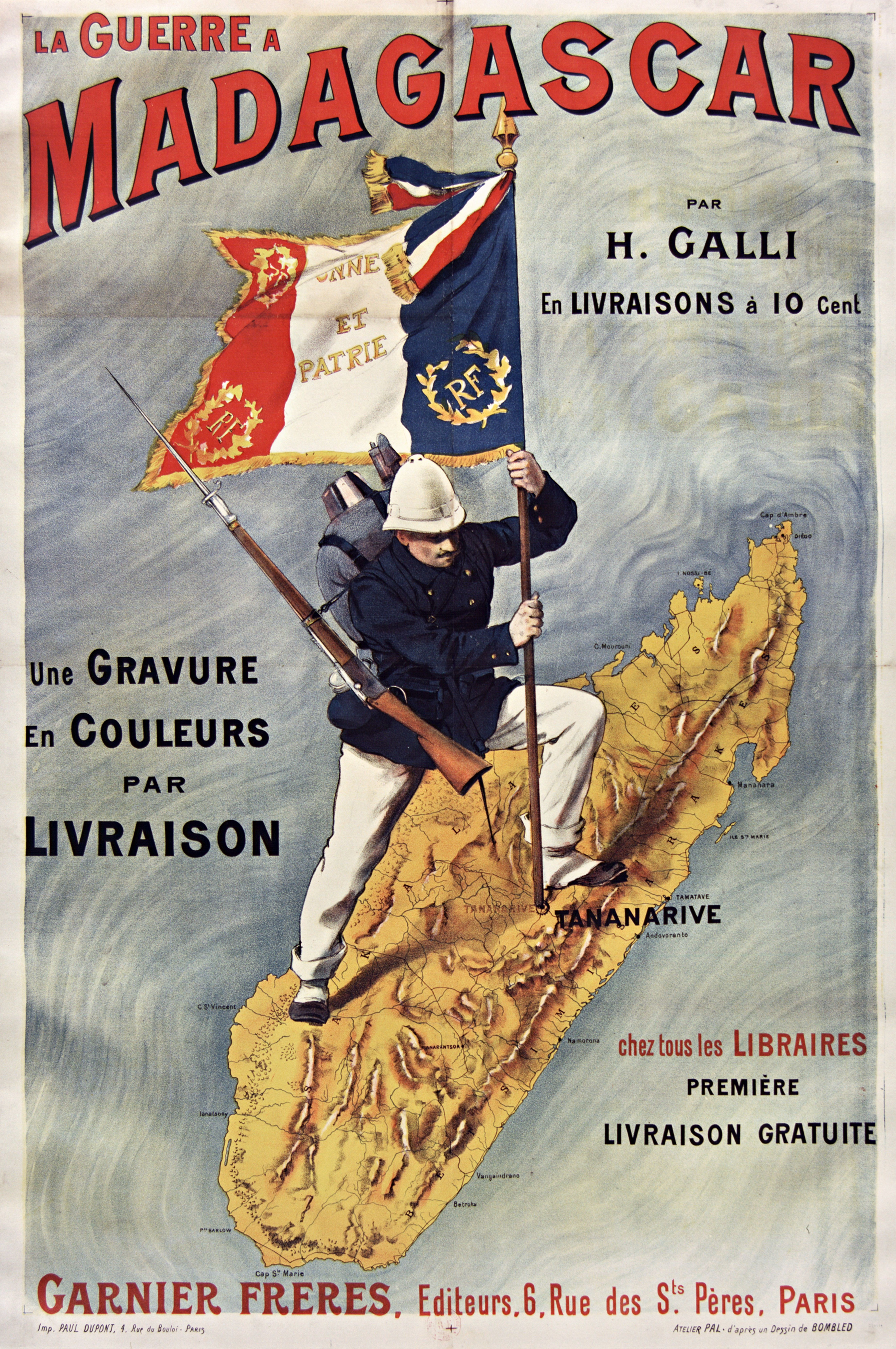
Французский плакат о «Мадагаскарской войне»

Мало-помалу владения Франции охватили все пространство от Алжира до Сенегала и Габона на западе и берега Слоновой кости и Дагомеи на юге, озера Чад и бассейна Белого Нила на востоке и устьев Конго на юго-западе. Владения восточного берега Африки тоже развивались. Обок и Джибути стали центрами довольно обширной колонии; одно время французы предполагали даже перерезать Африку своими владениями от озера Чад до Индийского океана у Обока, но эта идея не была достаточно поддержана, и Франция уступила Великобритании бассейн верхнего Белого Нила и Бар-эль-Газал. Затем Франция завоевала окончательно большой и богатый остров Мадагаскар, несмотря на все усилия Великобритании, наводнившей остров своими миссионерами и школами. 
В Океании владения Франции тоже увеличились, но немного. Новые Гебриды были объявлены наполовину французскими. В Северной Америке прибавился небольшой островок Св. Варфоломея среди малых Антильских, купленный у Швеции; в Южной Америке Гвиана очень расширилась.
Общее пространство колоний Франции составляло к началу XX века почти 20-ю долю всей суши, а по населению — 18-ю часть населения земного шара.